# Guerre stellari

Il logo originale del franchise

Guerre stellari (in inglese Star Wars) è un media franchise e universo condiviso creato da George Lucas, che si sviluppa da una serie cinematografica iniziata nel 1977 col film Guerre stellari, sottotitolato retroattivamente Episodio IV - Una nuova speranza. A questo film sono seguite altre due pellicole, distribuite a tre anni di distanza l'una dall'altra: L'Impero colpisce ancora (1980) e Il ritorno dello Jedi (1983). Questi tre film costituiscono la cosiddetta "trilogia originale". Sedici anni dopo l'uscita dell'ultimo film, Lucas decise di girare una trilogia prequel, composta da La minaccia fantasma (1999), L'attacco dei cloni (2002) e La vendetta dei Sith (2005). Nel 2012 The Walt Disney Company acquistò infine i diritti della serie e avviò la produzione di una trilogia sequel con Il risveglio della Forza (2015), Gli ultimi Jedi (2017) e L'ascesa di Skywalker (2019). Essa è stata alternata a una serie Anthology che include Rogue One: A Star Wars Story (2016) e Solo: A Star Wars Story (2018).
Guerre stellari si inserisce nel genere della space opera. La serie è ambientata in una galassia immaginaria, in un'epoca non precisata. Il suo universo è popolato da umani e diverse altre specie viventi provenienti da tutti gli angoli della galassia. Robot e droidi svolgono una vasta varietà di compiti, mentre astronavi permettono un rapido e comodo spostamento tra i numerosi sistemi e pianeti della galassia. La trama segue l'eterna lotta tra il bene e il male, incarnati dai due ordini dei Jedi e dei Sith, che attingono i loro poteri dal lato chiaro e oscuro di un campo di energia mistica denominato Forza. Le prime due trilogie seguono la caduta della Repubblica Galattica, l'instaurazione dell'Impero Galattico e la successiva sconfitta dell'Impero a opera dell'Alleanza Ribelle, mentre l'ultima esamina la caduta della Nuova Repubblica e l'instaurarsi del Primo Ordine, contrastato dalla Resistenza. La serie trae ispirazione da diverse opere, tra cui i serial di Flash Gordon, i film di Akira Kurosawa, il Ciclo di Dune di Frank Herbert e gli studi sulla mitologia di Joseph Campbell.
La serie di film si è col tempo ampliata in un franchise denominato Universo espanso e composto da film spin-off, libri, serie televisive, videogiochi, fumetti e merchandising vario. A partire dall'aprile 2014 tutti i prodotti del franchise di Guerre stellari non inquadrati nel nuovo canone della Disney sono stati raccolti sotto l'etichetta Star Wars Legends.
La saga di Guerre stellari si è rivelata un vero e proprio fenomeno culturale, attirando una vasta schiera di appassionati e ritagliandosi un suo spazio nella cultura di massa. Essa ha ispirato generazioni di registi e ha contribuito a sviluppare nuove tecniche nell'industria cinematografica, in particolare nell'ambito del montaggio e degli effetti sonori e visivi. I film hanno goduto di un vasto successo commerciale e di pubblico, con un incasso totale di 10 miliardi di dollari, rendendo Guerre stellari il secondo franchise cinematografico più redditizio dopo il Marvel Cinematic Universe. Tra i vari riconoscimenti ottenuti figurano dieci premi Oscar. Guerre stellari detiene il Guinness dei primati come serie di fantascienza più redditizia. Nel 2017 il valore totale di Guerre stellari è stato stimato in 43 miliardi di dollari, rendendolo il secondo franchise più redditizio dopo Pokémon.

## Film della serie principale
La saga di Guerre stellari è formata da tre trilogie: la prima, chiamata poi trilogia originale e distribuita dal 1977 al 1983, è composta da Una nuova speranza, L'Impero colpisce ancora e Il ritorno dello Jedi, basati sulla sconfitta dell'Impero Galattico e sulla sua lotta contro l'Alleanza Ribelle. Nelle riedizioni successive, alle pellicole sono stati assegnati nuovi sottotitoli, con l'aggiunta di Episodio IV, V e VI, per specificare la posizione dei film all'interno della saga complessiva. Dal 1999 al 2005 ha visto la luce una trilogia prequel, composta da La minaccia fantasma, L'attacco dei cloni e La vendetta dei Sith, che narra gli antefatti dei film originali ed è identificata dai numerali I, II, III, concentrandosi sulla nascita dell'Impero, sulla caduta dei Jedi e sull'origine di Dart Fener. Il risveglio della Forza, Gli ultimi Jedi e L'ascesa di Skywalker rappresentano la trilogia sequel, distribuita dal 2015 al 2019 e composta dai sottotitoli VII, VIII e IX. Essa esplora gli eventi successivi alla trilogia originale, ossia la caduta della Nuova Repubblica e la nascita del Primo Ordine.
Nel 2019 la Walt Disney, durante un'intervista, ha rivelato che i film principali della serie a partire cronologicamente da Star Wars - Episodio I - La minaccia fantasma a Star Wars - L'ascesa di Skywalker fanno parte della "Saga degli Skywalker" (The Skywalker Saga), in cui la trama è incentrata sulla famiglia omonima.
| Film                                                                                       | Data di uscita     | Regia              | Sceneggiatura                                  | Produttori                                       | Distribuzione                                                          |
| Trilogia originale                                                                         | Trilogia originale | Trilogia originale | Trilogia originale                             | Trilogia originale                               | Trilogia originale                                                     |
| ------------------------------------------------------------------------------------------ | ------------------ | ------------------ | ---------------------------------------------- | ------------------------------------------------ | ---------------------------------------------------------------------- |
| Guerre stellari (Star Wars - Episodio IV - Una nuova speranza)                             | 25 maggio 1977     | George Lucas       | George Lucas                                   | Gary Kurtz                                       | 20th Century Fox (diritti in mano Walt Disney Studios Motion Pictures) |
| L'Impero colpisce ancora (Star Wars - Episodio V - L'Impero colpisce ancora)               | 21 maggio 1980     | Irvin Kershner     | Leigh Brackett & Lawrence Kasdan               | Gary Kurtz                                       | 20th Century Fox (diritti in mano Walt Disney Studios Motion Pictures) |
| Il ritorno dello Jedi (Star Wars - Episodio VI - Il ritorno dello Jedi)                    | 25 maggio 1983     | Richard Marquand   | George Lucas & Lawrence Kasdan                 | Howard Kazanjian                                 | 20th Century Fox (diritti in mano Walt Disney Studios Motion Pictures) |
| Trilogia prequel                                                                           |                    |                    |                                                |                                                  |                                                                        |
| Star Wars - Episodio I - La minaccia fantasma                                              | 19 maggio 1999     | George Lucas       | George Lucas                                   | Rick McCallum                                    | 20th Century Fox (diritti in mano Walt Disney Studios Motion Pictures) |
| Star Wars - Episodio II - L'attacco dei cloni                                              | 16 maggio 2002     | George Lucas       | George Lucas & Jonathan Hales                  | Rick McCallum                                    | 20th Century Fox (diritti in mano Walt Disney Studios Motion Pictures) |
| Star Wars - Episodio III - La vendetta dei Sith                                            | 19 maggio 2005     | George Lucas       | George Lucas                                   | Rick McCallum                                    | 20th Century Fox (diritti in mano Walt Disney Studios Motion Pictures) |
| Trilogia sequel                                                                            |                    |                    |                                                |                                                  |                                                                        |
| Star Wars - Il risveglio della Forza (Star Wars - Episodio VII - Il risveglio della Forza) | 18 dicembre 2015   | J. J. Abrams       | Lawrence Kasdan & J. J. Abrams e Michael Arndt | Kathleen Kennedy, J. J. Abrams e Bryan Burk      | Walt Disney Studios Motion Pictures                                    |
| Star Wars - Gli ultimi Jedi (Star Wars - Episodio VIII - Gli ultimi Jedi)                  | 15 dicembre 2017   | Rian Johnson       | Rian Johnson                                   | Kathleen Kennedy e Ram Bergman                   | Walt Disney Studios Motion Pictures                                    |
| Star Wars - L'ascesa di Skywalker (Star Wars - Episodio IX - L'ascesa di Skywalker)        | 18 dicembre 2019   | J. J. Abrams       | J. J. Abrams & Chris Terrio                    | Kathleen Kennedy, Michelle Rejwan e J. J. Abrams | Walt Disney Studios Motion Pictures                                    |

## Ambientazione
(Incipit di ogni film della saga)

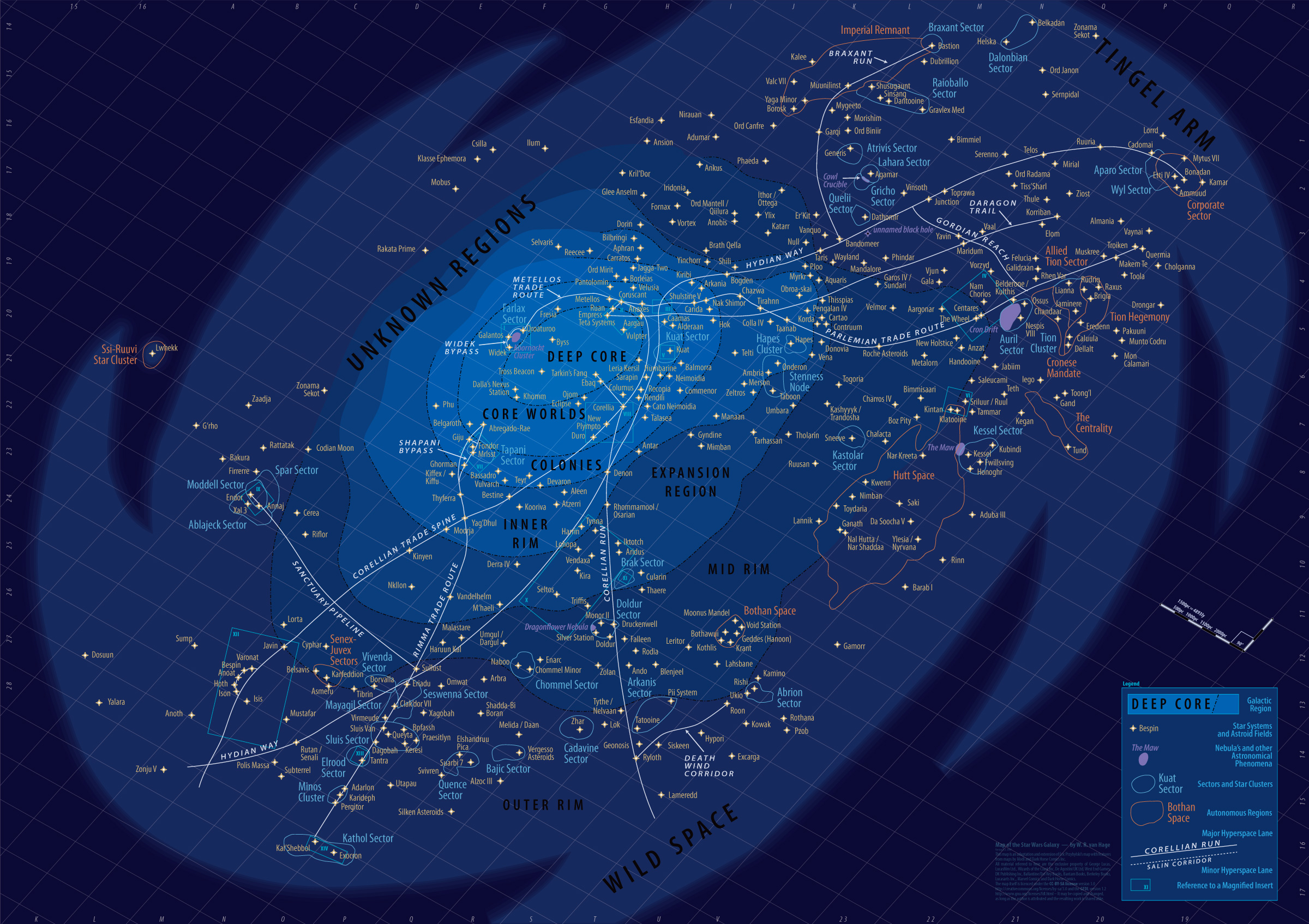
Una mappa della galassia fittizia nella quale è ambientata la serie

Gli eventi di Guerre stellari si svolgono in una galassia fittizia, in un'epoca passata non specificata. Il suo universo è popolato da umani e diverse altre specie senzienti. Robot e droidi sono diffusi e usati estensivamente per svolgere una varietà di compiti per i loro proprietari. La scoperta dell'iperspazio ha inoltre permesso i viaggi spaziali, con astronavi che consentono di spostarsi rapidamente tra i numerosi pianeti della galassia. Gran parte dei pianeti sono affiliati a un singolo governo galattico; nella trilogia prequel esso è la Repubblica Galattica, rimpiazzata dall'Impero Galattico al termine degli eventi de La vendetta dei Sith e durante la trilogia originale. In seguito alla sconfitta dell'Impero e durante la trilogia sequel, la galassia torna a essere governata dalla Nuova Repubblica, minacciata dal Primo Ordine nella trilogia sequel.
Uno degli elementi chiave della saga è la Forza, un campo di energia mistico generato da tutti gli esseri viventi che pervade l'universo e tutto ciò che esso contiene. Chiunque sia in grado di manipolare la Forza apprende abilità mistiche, come psicocinesi, chiaroveggenza, precognizione e controllo mentale, mentre altre risultano amplificate, tra cui riflessi e agilità. Il loro spirito, inoltre, resiste anche dopo la morte fisica. Sebbene la Forza sia usata per scopi positivi, ha anche un Lato Oscuro, in cui si può cadere se si cede a ira, aggressività e odio.
La storia vede contrapposti i Jedi, un ordine di utilizzatori del Lato Chiaro della Forza che mantengono l'ordine e la pace nella galassia, e i Sith, seguaci del Lato Oscuro che perseguono l'intento malvagio di distruggere i Jedi, rovesciare la Repubblica e regnare sulla galassia. Nella trilogia sequel, dopo la sconfitta dei Sith avvenuta ne Il ritorno dello Jedi, vengono introdotti i Cavalieri di Ren, un gruppo di adepti del Lato Oscuro affiliati al Primo Ordine.

## Trama

### Saga degli Skywalker

#### Episodi I-III

L'arma caratteristica dei Jedi e dei Sith: la spada laser

Il maestro Jedi Qui-Gon Jinn e il suo padawan Obi-Wan Kenobi vengono inviati sul pianeta Naboo per mediare una disputa tra la Repubblica Galattica e la corrotta Federazione dei Mercanti, alle dipendenze del Signore Oscuro dei Sith Darth Sidious. Dopo il fallimento della mediazione, incrociano un gungan di nome Jar Jar Binks e decidono di aiutare la regina Padmé Amidala a lasciare il pianeta per denunciare la crisi al Senato della Repubblica. A causa di un guasto all'iperpropulsore, il gruppo deve atterrare sul pianeta desertico Tatooine, dove incontra Anakin Skywalker, uno schiavo di nove anni, che Qui-Gon crede essere il Prescelto, destinato a portare equilibrio nella Forza. Dopo aver riscattato la propria libertà in una gara di sgusci, Anakin lascia il pianeta insieme al gruppo, diretto verso la capitale della Repubblica, Coruscant. Tornati a Naboo, ormai teatro di battaglia tra la popolazione del pianeta e la Federazione, Qui-Gon viene ucciso nello scontro col Sith Darth Maul, che poco dopo viene sconfitto da Obi-Wan. Il padawan promette al maestro morente di addestrare Anakin affinché diventi un Jedi, nonostante il consiglio Jedi, guidato da Yoda, abbia delle riserve sul ragazzo. Pochi giorni dopo, Obi-Wan e Anakin vengono accolti come eroi su Naboo, onorati da Amidala e dal nuovo cancelliere della Repubblica, Palpatine.
Dieci anni dopo la battaglia di Naboo, Darth Sidious e il Jedi rinnegato Dooku creano la Confederazione dei Sistemi Indipendenti, un'alleanza di sistemi planetari che promuove la sua secessione dalla Repubblica. Nel frattempo il giovane Anakin viene assegnato come guardia a Padmé, diventata senatrice e vittima di numerosi attentati, mentre Obi-Wan si mette alla caccia del sicario. Anakin e Padmé si innamorano, nonostante il codice Jedi impedisca al ragazzo qualunque attaccamento amoroso. Obi-Wan scova il cacciatore di taglie su Kamino, dove è segretamente in corso la creazione di un massiccio esercito di cloni. Obi-Wan viene catturato dalla Confederazione, e in suo soccorso accorrono i Jedi, appoggiati da Palpatine, che, grazie ai nuovi poteri conferitigli dal Senato, ufficializza la creazione dell'esercito di cloni come armata della Repubblica. L'episodio segna l'avvio delle guerre dei cloni tra forze repubblicane e separatiste in tutta la galassia. Intanto Padmé e Anakin si sposano con una cerimonia segreta su Naboo.
A tre anni dall'inizio delle guerre dei cloni, Anakin e Obi-Wan si recano in soccorso di Palpatine, il quale è stato catturato da Dooku e dal comandante dei droidi Generale Grievous. Anakin, intanto, ha continui sogni premonitori che presagiscono la morte di Padmé. Palpatine, il quale si rivela essere il Signore Oscuro dei Sith, cerca di attrarre Anakin dalla sua parte, convincendolo che il Lato Oscuro racchiude il potere di salvare la vita di Padmé. Disperato, Anakin cede agli insegnamenti di Palpatine e diventa suo allievo. Mentre Palpatine scioglie il Senato e instaura l'Impero Galattico, autoproclamandosi imperatore, Anakin e l'esercito dei cloni sterminano i Jedi. Obi-Wan affronta il suo allievo sul pianeta vulcanico Mustafar, privandolo delle gambe e di un braccio e lasciandolo moribondo. Il ragazzo viene però salvato in tempo da Sidious, operato e dotato di uno scafandro salvavita, diventando Dart Fener. Frattanto, Padmé muore dando alla luce due gemelli, Luke e Leila, che vengono separati e nascosti su Tatooine e Alderaan, dove i due Sith non percepiranno la loro presenza.

#### Episodi IV-VI
Sono trascorsi diciannove anni dalla fondazione dell'Impero Galattico. L'imperatore Palpatine ha rafforzato il suo potere sulla galassia, mentre Dart Fener ha inseguito e ucciso gli ultimi Jedi sopravvissuti. Nel frattempo si è formata l'Alleanza Ribelle, la quale, sferrando un attacco a sorpresa alla flotta imperiale, è entrata in possesso delle planimetrie della Morte Nera, una stazione spaziale capace di distruggere con il suo cannone principale interi pianeti. La Principessa Leila, membro dell'Alleanza, viene raggiunta dagli agenti dell'Impero, ma riesce a trasferire i piani nella memoria del droide R2-D2, che, accompagnato dal droide C-3PO, sbarca sul pianeta Tatooine alla ricerca di Obi-Wan Kenobi. I due vengono catturati dai jawa e venduti al contadino Owen Lars, che vive insieme con la moglie e il nipote Luke Skywalker; questi scopre la loro provenienza e missione, e li accompagna da Obi-Wan, il quale vive in esilio su Tatooine sotto l'identità di Ben Kenobi. L'anziano Obi-Wan racconta a Luke che suo padre è caduto per il tradimento di Dart Fener e lo introduce alla filosofia Jedi. Per consegnare i piani ai ribelli, Luke e Obi-Wan reclutano il contrabbandiere Ian Solo, pilota dell'astronave Millennium Falcon, e il suo co-pilota, lo wookiee Chewbecca. Il Millennium Falcon giunge sulla Morte Nera, dove Luke e Ian soccorrono la Principessa Leila mentre Obi-Wan muore affrontando Dart Fener. Il gruppo si mette in salvo nella base ribelle sulla luna del pianeta Yavin e consegna i piani all'Alleanza. La Morte Nera viene dunque attaccata dai ribelli, e distrutta grazie all'intervento di Luke.
Tre anni dopo la distruzione della Morte Nera, le forze ribelli sono costrette a evacuare la loro base sul pianeta ghiacciato Hoth per sfuggire alla persecuzione da parte delle armate imperiali, sempre guidate da Dart Fener. Mentre Leila e Ian si dirigono verso il pianeta Bespin, Luke, guidato dallo spirito di Obi-Wan, fa rotta per Dagobah per sottoporsi all'addestramento dell'ultimo maestro Jedi ancora in vita, Yoda. Giunti a Città delle nuvole, insediamento di Bespin governato da Lando Calrissian, Leila e Ian trovano Dart Fener ad attenderli e vengono imprigionati. Avvertendo il pericolo in cui si trovano i due amici, Luke parte in loro soccorso. Al termine di un lungo duello con Dart Fener, Luke perde una mano e scopre che Fener è suo padre, un ex cavaliere Jedi un tempo chiamato Anakin Skywalker. Il Sith invita il figlio a unirsi a lui, ma Luke rimane fedele al lato chiaro. Lando riesce a soccorrere il ragazzo e a liberare Leila, Ian invece viene imprigionato e consegnato dal cacciatore di taglie Boba Fett a Jabba the Hutt, il capo di un vasto impero criminale e creditore di Ian.
Sei mesi dopo Luke e Leila escogitano un piano per liberare Ian dalle grinfie di Jabba the Hutt. Riusciti nel loro intento, Luke torna su Dagobah per completare il suo addestramento, ma scopre che Yoda è sul letto di morte. Il maestro Jedi gli rivela che Dart Fener, un tempo Anakin Skywalker, è realmente suo padre e che il giovane deve affrontarlo nuovamente per diventare finalmente un Jedi. Dallo spirito di Obi-Wan, inoltre, Luke scopre che Leila è sua sorella. Con l'Impero che ha messo mano alla costruzione di una nuova Morte Nera, Ian e Leila guidano un gruppo di ribelli sulla luna di Endor, abitata dagli ewok, per disattivare il generatore che alimenta lo scudo spaziale di protezione della stazione orbitante, mentre le forze aeree ribelli si preparano all'assalto. Nel frattempo sulla Morte Nera, Luke affronta Dart Fener e l'Imperatore. Luke viene sopraffatto da Palpatine con i poteri del lato oscuro, ma Fener, in un atto di redenzione, per proteggere il figlio, si scaglia contro l'Imperatore, gettandolo nel reattore e morendo poco dopo tra le braccia di Luke a causa delle ferite riportate. La stazione orbitante viene infine distrutta e Luke riesce a ricongiungersi con Ian e Leila. Mentre i ribelli festeggiano la loro vittoria sull'Impero, Luke sorride agli spiriti di Obi-Wan e Yoda, ai quali si è infine unito quello di suo padre, il Jedi Anakin Skywalker. Con la sconfitta dell'Impero, i ribelli fondano la Nuova Repubblica.

#### Episodi VII-IX
Trent'anni dopo la distruzione della seconda Morte Nera, Luke è sparito. I resti dell'Impero si sono riorganizzati nel Primo Ordine, guidato dal misterioso Snoke, che viene contrastato dalla Resistenza, un gruppo militare fondato da Leila in seguito allo stallo politico verificatosi nel Senato della Nuova Repubblica. Nonostante i Sith siano stati sconfitti, ciò compromette l'equilibrio della Forza ottenuto dal sacrificio di Anakin. Su Jakku, il pilota ribelle Poe Dameron ottiene una mappa indicante la posizione di Luke, ma, a causa di un attacco del Primo Ordine, viene catturato, riuscendo a nascondere la mappa all'interno del droide BB-8. Disgustato dall'uccidere vittime innocenti, lo stormtrooper del Primo Ordine Finn diserta e aiuta Poe a evadere e giungere a Jakku, dove i due sono separati. Finn trova BB-8 in compagnia di Rey, una ragazza che si guadagna da vivere rivendendo rottami. I tre fuggono a bordo di un'astronave in disuso, che si rivela essere il Millennium Falcon. Il gruppo, a cui si aggiungono anche Ian Solo e Chewbecca, riesce a consegnare la mappa alla Resistenza, ma Rey viene catturata da Kylo Ren, rivelatosi essere il figlio di Ian e Leila, Ben Solo, passato al lato oscuro e affiliato al Primo Ordine. Il Primo Ordine attacca la Repubblica tramite la sua nuova superarma, la Base Starkiller, distruggendo la nuova capitale, Hosnian Prime, e il Senato. Per eliminare la minaccia, Ian, Chewbecca e Finn si infiltrano nella Base Starkiller, sabotano gli scudi spaziali di protezione e trovano Rey. Ian tenta di convincere il figlio ad abbandonare il lato oscuro, ma Kylo Ren lo uccide per cercare di abbracciare completamente il Lato Oscuro e si scaglia poi contro Finn e Rey, la quale lo sconfigge grazie alla sua misteriosa predisposizione all'uso della Forza. Nel frattempo, le forze aeree ribelli attaccano la base e la distruggono, mentre Rey, Finn e Chewbecca riescono a mettersi in salvo sul Millennium Falcon. Combinando la mappa in possesso della Resistenza con quella contenuta in R2-D2, Rey riesce infine a raggiungere Luke.
Subito dopo la distruzione della Base Starkiller, la Resistenza viene messa in fuga dalla loro base sul pianeta D'Qar e inseguita dal Primo Ordine, che le infligge pesanti perdite. In disaccordo con gli ordini impartiti, Poe Dameron, Finn, Rose Tico e BB-8 si avventurano in una missione segreta per reclutare un mastro apri-codici, intrufolarsi nella nave ammiraglia nemica e disattivare il localizzatore del Primo Ordine, che permette di tracciare i movimenti della Resistenza attraverso l'iperspazio; la missione tuttavia fallisce, e, solo grazie al sacrificio della vice-ammiraglia Amilyn Holdo, i superstiti della Resistenza riescono a raggiungere il pianeta Crait. Intanto Rey trova Luke Skywalker sul pianeta Ahch-To e lo convince a insegnarle la via dei Jedi. Tramite una connessione mentale con Kylo Ren, Rey scopre che il motivo per cui Luke si era esiliato era che, dopo aver avvertito il possibile destino oscuro che attendeva il nipote Ben, accese la spada laser per istinto in suo momento di debolezza, provocando così la sua ira omicida e di conseguenza la conversione al Lato Oscuro. In seguito a questa tragedia, decise allora di isolarsi dal mondo per espiare la sua colpa. La connessione mentale tra Rey e Ren si fa sempre più forte, lasciando intendere un avvicinamento tra i due, ma lei viene attirata in una trappola da Snoke; tuttavia, invece di uccidere la giovane, Kylo, ancora preso dal rimorso per aver ucciso il padre e non pienamente convertito al Lato Oscuro, si ribella al suo maestro, lo uccide e assume il titolo di nuovo leader supremo. Durante la battaglia finale su Crait tra Primo Ordine e Resistenza, Luke appare in una proiezione e affronta Ren, dando così modo ai ribelli di evacuare il pianeta; in seguito il Jedi si lascia morire, diventando un tutt'uno con la Forza. Rey raggiunge il pianeta e si unisce alla Resistenza aiutandola a fuggire.
Un anno dopo la morte di Luke, Kylo Ren diventato il nuovo leader supremo continua a dare la caccia ai membri della Resistenza per completare la conquista della galassia. Allo stesso tempo, Rey diventata una Jedi sotto l'addestramento di Leila cerca di sconfiggere il Primo Ordine aiutando la Resistenza. I due tuttavia non sanno che un antico nemico è tornato, ovvero l'imperatore Palpatine, creduto sconfitto trent'anni prima durante l'esplosione della seconda Morte Nera. Kylo, inseguendo la fonte del potere di Snoke, raggiunge il pianeta di Exegol nelle Regioni Ignote, un antico tempio Sith, dove trova Palpatine che, dopo essere morto, è riuscito con grande sforzo a trattenere il suo spirito nel mondo dei vivi. L'Imperatore rivela che dietro al Primo Ordine vi è sempre stato lui, intenzionato a ripristinare l'Impero, affermando che Snoke era una semplice marionetta al suo servizio da lui creata e che loro sarebbero soltanto stati l'avanguardia della grande flotta Sith nascosta nelle Regioni Ignote. Ordina infine a Kylo di uccidere Rey, in quanto ultima Jedi, promettendogli di renderlo imperatore, così lui accetta seppur con delle riserve. Mentre la notizia del ritorno di Palpatine si diffonde nella galassia, la Resistenza cerca di raggiungere Exegol. Il trio giunge prima su Pasaana dove incontrano Lando Calrissian e poi su Kijimi dove Kylo Ren rivela a Rey la verità sulle sue origini raccontatagli da Palpatine, ovvero che è la sua nipote, e che è stata nascosta su Jakku dai suoi genitori per impedire che la trovassero i seguaci dei Sith. In seguito Rey, Poe e Finn giungono ai resti della Seconda Morte Nera, dove la Jedi affronta Kylo. Dopo essere quasi stato ferito a morte, Kylo vede in una visione suo padre Ian, riconciliandosi così idealmente con lui e tornando a essere Ben Solo. Allo stesso momento, Leila muore, pensando poco prima di morire a suo figlio. La battaglia finale ha luogo a Exegol, dove la Resistenza affronta la flotta Sith. Rey e Ben affrontano Palpatine, ma il ragazzo viene scaraventato in un baratro dall'Imperatore. Sidious, che possiede dentro di sé gli spiriti di tutti i Sith, e Rey, che ha il supporto degli spiriti di tutti i Jedi, hanno uno scontro finale, che si chiude con la morte definitiva del Sith, ma anche della ragazza. Ben, riemerso dal baratro, si sacrifica cedendo tutta la sua forza vitale a Rey, che torna in vita al costo della morte del ragazzo. Con la sconfitta finale di Palpatine la Resistenza ha la meglio sulla flotta Sith. Dopo la celebrazione per la vittoria con i suoi compagni della Resistenza, Rey raggiunge in compagnia del solo BB-8 la casa dei Lars nel pianeta Tatooine, il luogo in cui vissero i membri della famiglia Skywalker, dove seppellisce le spade laser di Luke e Leila e assume il cognome Skywalker.

## Produzione

### La genesi
(George Lucas, 1977)

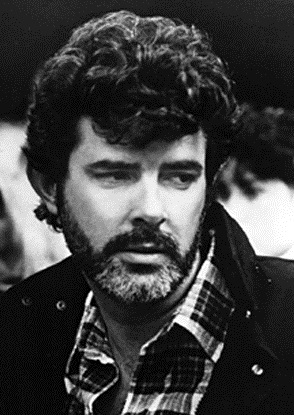
George Lucas, l'ideatore della saga, nel 1986

L'idea iniziale di George Lucas per Guerre stellari era quella di un film d'avventura fantascientifico. Insieme al produttore Gary Kurtz tentò di acquistare i diritti del personaggio di Flash Gordon, per produrne un adattamento sulla falsariga del serial Flash Gordon, ma l'alto costo e il troppo controllo creativo che pretendevano i detentori convinsero Lucas a scrivere una sceneggiatura originale, in cui si potessero mescolare riferimenti ai serial degli anni trenta e alla mitologia classica. Nel 1971, la United Artists si accordò con Lucas affinché girasse due film: American Graffiti e un imprecisato lungometraggio di fantascienza a cui venne attribuito il titolo provvisorio di The Star Wars. Con il completamento di American Graffiti nel 1973, Lucas si dedicò alla scrittura di un breve soggetto intitolato The Journal of the Whills, che raccontava la storia del giovane apprendista C.J. Thorpe, discepolo del maestro "Jedi-Bendu" Mace Windy. Frustrato dal fatto che la sua storia fosse troppo complessa da capire, Lucas produsse nel maggio 1973 un trattamento di quattordici pagine che ricalcava la struttura del film di Akira Kurosawa La fortezza nascosta in un'ambientazione spaziale. In questa versione un generale tenta di portare al sicuro una principessa ribelle dalle grinfie del malvagio Impero. La United Artists, con cui Lucas aveva siglato l'accordo per i due film, e la Universal Studios, che aveva diritto di prelazione dopo la United Artists, rifiutarono tuttavia la proposta, a causa del suo alto costo di realizzazione, degli elevati rischi connessi e della relativa inesperienza del regista con film ad alto budget. Il progetto catturò però l'attenzione di Alan Ladd, Jr. della 20th Century Fox, il quale, convinto dalla prestazione di Lucas con L'uomo che fuggì dal futuro e American Graffiti, decise di finanziare la realizzazione del film. A settembre 1973 Lucas iniziò così a riscrivere la storia in forma di sceneggiatura.
Nel maggio 1974 Lucas aveva abbozzato una prima sceneggiatura, che comprendeva elementi come i Sith, la Morte Nera e un giovane protagonista chiamato Annikin Starkiller. Nella seconda versione, completata nel gennaio 1975, l'autore semplificò notevolmente la storia e cambiò il protagonista in un giovane eroe cresciuto in una fattoria, rinominandolo Luke. Annikin diventò un saggio cavaliere Jedi e il padre di Luke, mentre Dart Fener passò da semplice sgherro dell'Impero a generale Sith e uno dei maggiori antagonisti della storia. Inoltre viene introdotto il concetto della Forza come un campo di energia mistica che conferisce poteri soprannaturali. La versione successiva dell'agosto 1975 rimosse il personaggio del padre, identificato con Annikin, un Jedi ucciso prima dell'inizio della storia, e lo rimpiazzò con un sostituto, un leggendario cavaliere Jedi ormai ritiratosi chiamato Ben Kenobi, amico e coetaneo di Annikin. In questo periodo, inoltre, l'autore cominciò a delineare a grandi linee gli antefatti della storia e il passato dei protagonisti, per rendere la storia e il mondo più dettagliati e verosimili:
(George Lucas, 2004)
Già da queste prime sceneggiature, identificate come Adventures of Luke Starkiller, as taken from the Journal of the Whills, Saga I: The Star Wars, è individuabile in nuce l'idea di esplorare la storia in una serie di film, come i serial da cui Guerre stellari traeva la sua origine, invece che in un solo lungometraggio. Lucas siglò quindi un accordo che gli conferiva i diritti per due sequel, che avrebbero seguito l'addestramento di Luke per diventare un cavaliere Jedi e da realizzare nel caso in cui Guerre stellari si fosse rivelato un successo. Con solo alcune idee in testa, Lucas si consultò con l'autore Alan Dean Foster e lo incaricò di scrivere i due sequel in forma di romanzo, così che si sarebbero eventualmente potuti adattare rapidamente in sceneggiature per dei film a basso costo. Nel 1976 venne preparata una quarta sceneggiatura per le riprese. Afflitto da problemi nella lavorazione del film, tensioni con la 20th Century Fox, questioni di budget e il timore che l'opera non avrebbe goduto del successo sperato, Lucas ripose le idee per possibili seguiti e riarrangiò la storia per renderla autoconclusiva, con il rovesciamento dell'Impero tramite la distruzione della Morte Nera. Durante la produzione, il cognome di Luke fu cambiato in Skywalker e il titolo modificato inizialmente in The Star Wars e infine in Star Wars. Il 22 marzo 1976 iniziarono le riprese di Guerre stellari, che debuttò il 25 maggio 1977.

### Dal primo film alla trilogia originale
(George Lucas, 1997)

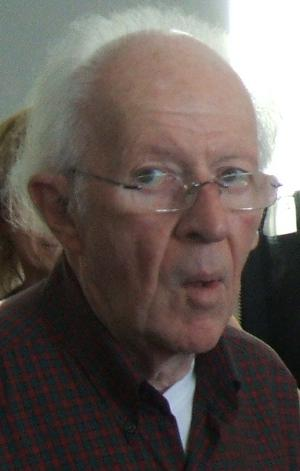
Gli schizzi e la concept art di Ralph McQuarrie definirono lo stile della trilogia originale, incluso il design finale di personaggi come Dart Fener, R2-D2, C-3PO e dei luoghi Morte Nera, Dagobah e Bespin

Quando Guerre stellari si rivelò un successo globale, Lucas decise di usare il film come punto di inizio per un elaborato serial in cui esplorare storie nuove e stravaganti. Egli accantonò quindi l'idea di adattare il sequel a basso costo a cui Alan Dean Foster stava lavorando, il quale venne pubblicato l'anno successivo come La gemma di Kaiburr, per dedicarsi a un progetto più grande e ambizioso. In questo periodo cominciò a prendere forma nella sua testa l'idea di una serie di fino a dodici episodi, ambientati nello stesso universo ma con la possibilità di esplorare storie e personaggi differenti e filtrati attraverso la sensibilità di registi diversi, ognuno dei quali avrebbe dato la sua personale visione della saga. Sei mesi dopo l'uscita di Guerre stellari, a fine 1977, Lucas iniziò infine a delineare il primo seguito: Guerre stellari II. Egli ingaggiò l'autrice di fantascienza Leigh Brackett per scrivere la storia assieme a lui, e dalle loro discussioni prese forma un primo trattamento intitolato L'Impero colpisce ancora. Il trattamento presentava già una trama simile a quella che sarebbe apparsa poi nel film, ma un tono più scanzonato e avventuroso come il suo predecessore. Dart Fener inoltre è ancora un personaggio separato dal padre di Luke: è assente la scena in cui rivela di esserne il padre, mentre il genitore di Luke appare come fantasma per dare consigli al figlio.
La scrittrice finì la prima stesura de L'Impero colpisce ancora nel febbraio 1978; Lucas si disse insoddisfatto dalla sceneggiatura, ma prima di poterne discutere con lei, la Brackett morì di cancro. Il regista decise quindi di dedicarsi personalmente alla scrittura di una seconda versione della sceneggiatura, introducendo alcune modifiche al corso che la storia avrebbe dovuto prendere. Adottò quindi un nuovo colpo di scena, facendo diventare Dart Fener il padre di Luke. Secondo Lucas, la sceneggiatura di questo film fu più facile da scrivere, contrariamente al travagliato lavoro vissuto con Guerre stellari, e ne scrisse due versioni nello stesso mese, aprile 1978. Questo nuovo filo narrativo ebbe degli effetti epocali sulla serie. Nell'ottica di questa rivelazione, Lucas revisionò infatti il background dei personaggi e della storia: Anakin Skywalker è il brillante studente di Obi-Wan Kenobi, ha un figlio (Luke) ma viene corrotto dall'Imperatore (ormai un Sith e non più un semplice politico) verso il lato oscuro della Forza, combatte Obi-Wan e viene resuscitato come Dart Fener; nel frattempo Kenobi nasconde Luke su Tatooine, mentre la Repubblica soccombe all'Impero.
L'Impero colpisce ancora, che fino a quel punto era stato indicato come Episodio II, venne riprogrammato come Episodio V, e prese piede l'idea di una trilogia prequel in cui approfondire il passato di Obi-Wan e il suo addestramento del padre di Luke, e una trilogia sequel incentrata su un nuovo protagonista distinto da Luke, in una sorta di vasta narrazione interconnessa e intergenerazionale. Al primo film venne retroattivamente assegnato il sottotitolo Episodio IV - Una nuova speranza, mentre Guerre stellari passò a designare l'intera serie. Lawrence Kasdan, che aveva appena completato la sceneggiatura de I predatori dell'arca perduta, fu ingaggiato per elaborare la versione finale de L'Impero colpisce ancora, ricevendo consigli anche dal regista Irvin Kershner. Kasdan, Kershner e il produttore Gary Kurtz resero il film una pellicola più seria e adulta, che avrebbe portato la serie lontano dall'allegria e dalle avventure eroiche che contraddistinguevano il primo film. Le riprese iniziarono il 5 marzo 1979 e il film debuttò in anteprima il 17 maggio 1980.
Durante la scrittura di Episodio VI, nel 1981, molto era cambiato: realizzare L'Impero colpisce ancora aveva stressato Lucas e incrinato la sua vita personale. Stanco di tutto questo, il regista decise di chiudere la saga con il terzo episodio e di abbandonare i suoi progetti per altri film. A fine febbraio 1981 Lucas aveva steso una bozza per la sceneggiatura. Con la maggior parte delle idee per i sequel già utilizzate nel film precedente — tranne il confronto finale tra Luke e Dart Fener, la sconfitta dell'Impero e il risolversi della storia d'amore tra Ian e Leila — Lucas fu costretto a riciclare del materiale, come la seconda Morte Nera, e riempire dei vuoti, con la lunga sequenza di liberazione di Ian e l'introduzione degli Ewok. In questa bozza, Dart Fener e l'Imperatore Palpatine si sarebbero dovuti combattere nel tentativo di portare Luke dalla loro parte; nelle revisioni successive, invece, Fener venne vieppiù umanizzato, fino alla sua completa redenzione nella sceneggiatura finale, a cui Kasdan contribuì nuovamente. Alla regia ci fu un avvicendamento, con l'incarico affidato a Richard Marquand, una scelta che avrebbe permesso a Lucas di mantenere un maggior controllo artistico sul film e conferire alla serie una continuità non solo tematica ma anche stilistica. Il film, intitolato Il ritorno dello Jedi, venne completato nel 1983 e la sua data di uscita anticipata di due giorni, al 25 maggio 1983, per coincidere con l'anniversario dell'uscita di Guerre stellari sei anni prima.

### La trilogia prequel
Dopo aver divorziato nel 1983 e aver perso parte delle sue fortune, Lucas non aveva alcuna intenzione di ritornare a lavorare alla saga, e cancellò ufficiosamente i vari episodi seriali e la trilogia sequel. Nonostante ciò, i prequel continuavano ad affascinarlo. Nei primi anni novanta Guerre stellari godette di un ritorno di popolarità grazie ai fumetti e ai romanzi dell'Universo espanso; Lucas constatò che esisteva ancora un'ampia platea di fan e, vedendo come le tecniche digitali si erano raffinate, prese in considerazione l'idea di tornare a dirigere. Nel 1993 annunciò ufficialmente che avrebbe realizzato i prequel. Cominciò quindi a progettare la trama e i vari intrecci narrativi, spostando Anakin Skywalker, e non Obi-Wan Kenobi, al centro della vicenda, e conferendole una svolta più epica e tragica seguendo la parabola della vita di Anakin, dall'infanzia, al passaggio al lato oscuro, fino alla sua redenzione e morte. Ciò costituì l'ultimo tassello nella trasformazione della serie di film in una saga. Per mostrare la graduale corruzione di una persona pura e innocente, Lucas decise di anticipare la cronologia interna dei sequel di diversi anni rispetto a quanto precedentemente immaginato, presentando Anakin da bambino. Gli appunti che aveva iniziato ad abbozzare per il background dei personaggi e della storia dal lontano 1975, tuttavia, si concentravano soprattutto sugli eventi immediatamente precedenti all'Episodio IV e ciò costrinse il regista a creare da zero gran parte della sceneggiatura per i primi due film.
Nel 1994 Lucas cominciò a scrivere la sceneggiatura del primo prequel, provvisoriamente intitolato Episode I: The Beginning. Progettò inoltre di girare i tre film in un'unica sessione di riprese, ma abbandonò in seguito l'idea, vedendo che il processo creativo e di scrittura si protraeva più a lungo di quanto preventivato. Le riprese di Episodio I - La minaccia fantasma iniziarono il 26 giugno 1997 e il 19 maggio 1999 il film debuttò nelle sale. Poco dopo, Lucas annunciò che avrebbe diretto anche i due successivi e iniziò a lavorare all'Episodio II. La sceneggiatura venne ultimata nel marzo 2000, solo poche settimane prima dell'inizio delle riprese, e venne ingaggiato Jonathan Hales, uno degli sceneggiatori de Le avventure del giovane Indiana Jones, per limarla. Le guerre dei cloni, una serie di conflitti ideato dai tempi di Guerre stellari e L'Impero colpisce ancora come backstory di Obi-Wan Kenobi e il padre di Luke, vennero riprogrammate come l'attacco di un esercito di cloni shocktrooper alla Repubblica e ai Jedi: un capitolo di una nuova sottotrama in cui mostrare la presa al potere di Palpatine che andò a comporre il nucleo della vicenda del secondo prequel. La lavorazione di Episodio II - L'attacco dei cloni iniziò il 26 giugno 2000 e il film uscì il 16 maggio del 2002.
Impaziente di dedicarsi all'ultimo film della saga, che avrebbe costituito l'anello di congiunzione tra i prequel e la trilogia originale, Lucas cominciò a lavorare all'Episodio III, ancora prima che L'attacco dei cloni uscisse nei cinema. Egli comunicò agli artisti concettuali di ideare sette nuovi pianeti, sui quali si sarebbero combattute le guerre dei cloni; il montaggio di queste sequenze avrebbe costituito l'inizio del film. Successivamente il regista riorganizzò l'incipit, facendo sì che Palpatine venisse rapito e il Conte Dooku ucciso da Anakin, come primo passo del processo di trasformazione di Anakin in Dart Fener. Ad aprile 2003 Lucas completò la stesura della sceneggiatura, a cui seguirono altre versioni successive; le riprese iniziarono invece il 30 giugno 2003. A riprese ultimate, Lucas cambiò radicalmente le motivazioni per cui Anakin cede al lato oscuro, imputandone il motivo principale al tentativo di salvare la vita a Padmé. Questo risultato si ottenne tramite cambiamenti in post-produzione e riprese aggiuntive effettuate nel corso del 2004. Episodio III - La vendetta dei Sith debuttò infine il 15 maggio 2005 al 58º Festival di Cannes.

### L'avvento della Disney e la trilogia sequel
Amareggiato dalle critiche negative che fecero seguito all'uscita della trilogia prequel e dal malcontento dei fan alle modifiche effettuate alle edizioni home video delle pellicole della trilogia originale, Lucas decise che non avrebbe realizzato altri film di Guerre stellari. Il 30 ottobre 2012 venne reso noto che The Walt Disney Company aveva acquistato la Lucasfilm e tutti i diritti a essa collegati per 4,05 miliardi di dollari. Poco dopo la Disney annunciò i suoi piani di produrre altri episodi di Guerre stellari e di sviluppare una trilogia sequel.
La pre-produzione dell'Episodio VII iniziò poco dopo, con la conferma alla regia di J. J. Abrams. Michael Arndt venne inizialmente ingaggiato per scrivere la sceneggiatura, ma dovette in seguito abbandonare il progetto per dedicarsi a Hunger Games: La ragazza di fuoco; a sostituirlo furono chiamati Lawrence Kasdan, che aveva già lavorato a L'Impero colpisce ancora e Il ritorno dello Jedi, e lo stesso Abrams. Al cast della trilogia originale si affiancarono nuovi personaggi interpretati da Daisy Ridley, John Boyega, Oscar Isaac e Adam Driver. La première de Il risveglio della Forza si tenne il 14 dicembre 2015 al TCL Chinese Theatre, all'El Capitan Theatre e al Dolby Theatre di Los Angeles.
Nel giugno 2014 Rian Johnson fu ingaggiato per scrivere e dirigere l'Episodio VIII. Le riprese del film si svolsero da febbraio a luglio 2016 e l'uscita del lungometraggio, intitolato Gli ultimi Jedi, avvenne il 13 dicembre 2017 in Italia e il 15 dicembre 2017 negli Stati Uniti.
Il 15 agosto 2015, durante il D23 Expo, venne annunciato che Colin Trevorrow avrebbe dovuto dirigere l'Episodio IX, tuttavia nel settembre 2017 Trevorrow lasciò l'incarico a causa di divergenze creative con la Lucasfilm e fu sostituito da Abrams, che scrisse anche la sceneggiatura insieme a Chris Terrio. Il film che chiude la trilogia sequel, intitolato L'ascesa di Skywalker, è stato distribuito in Italia il 18 dicembre 2019 e negli Stati Uniti il 20 dicembre 2019.

### Progetti futuri
Dopo la conclusione della trilogia sequel sono stati annunciati diversi progetti cinematografici. Nel novembre 2017 è stato reso noto che Rian Johnson dirigerà un'ulteriore trilogia di film della saga e che questi nuovi film non saranno legati alla storia degli Skywalker. Un nuovo film ambientato nell'universo di Guerre stellari intitolato Rogue Squadron sarebbe dovuto uscire alla fine del 2023 diretto da Patty Jenkins ma è stato cancellato..
Altri progetti annunciati sono: un film diretto da Taika Waititi e un film prodotto dal direttore dei Marvel Studios Kevin Feige, che dovrebbero essere realizzati nei prossimi anni.

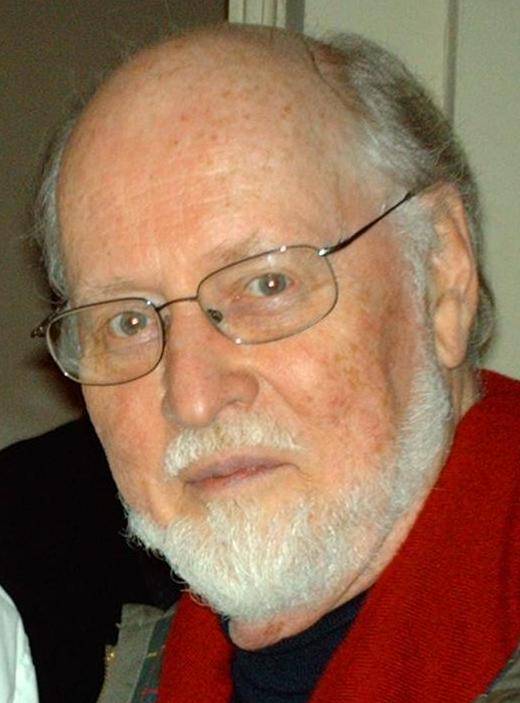
Il compositore John Williams, che ha scritto le colonne sonore dei film della saga

### Aspetti tecnici
Tutti i film della serie sono stati girati con un rapporto d'aspetto di 2,35:1. La trilogia originale e sequel sono state filmate con lenti anamorfiche: gli Episodi IV, V e VII in Panavision e l'Episodio VI in formato Joe Dunton Camera. L'Episodio I è stato girato con lenti anamorfiche Hawk su cineprese Arriflex, mentre gli Episodi II e III con telecamere appositamente costruite dalla Sony che registrano immagini digitali in alta definizione. L'Episodio VII è stato girato su pellicola Kodak Vision a 35 mm utilizzando cineprese Panavision soprannominate "Death Star" e "Millennium Falcon", mentre parte del film è stata girata in IMAX su pellicola da 70mm. Episodio VIII è stato girato principalmente con un mix di Kodak 35mm e camere digitali, ma in alcune scene selezionate è stato usato il Kodak IMAX 65mm. Infine Episodio IX è stato girato principalmente in formato 35 mm di Kodak Vision.
Lucas ingaggiò Ben Burtt per supervisionare gli effetti sonori di Una nuova speranza. Il lavoro di Burtt fu talmente innovativo che l'Academy gli conferì uno speciale riconoscimento. In concomitanza con l'uscita de Il ritorno dello Jedi, la Lucasfilm sviluppò lo standard THX per la riproduzione sonora.
Le colonne sonore dei film della saga sono state composte da John Williams. L'idea di Lucas per Guerre stellari era quella di una partitura con musica operistica formata da brani celebri, sulla falsariga di 2001: Odissea nello spazio; il suo amico e collega Steven Spielberg lo convinse tuttavia a ingaggiare Williams, con il quale aveva appena collaborato a Lo squalo. Lucas trovò un'immediata intesa con Williams, tanto da aver definito la loro collaborazione come "un buon matrimonio". Williams basò il suo lavoro sull'uso di leitmotiv, che ricorrono per accompagnare determinati personaggi o temi. Tra i più famosi e conosciuti anche al di fuori della saga figurano il Main Theme, che apre tutti i film della serie, e The Imperial March, che sottolinea le apparizioni di Dart Fener.

## Genere e influenze
(George Lucas, 1977)

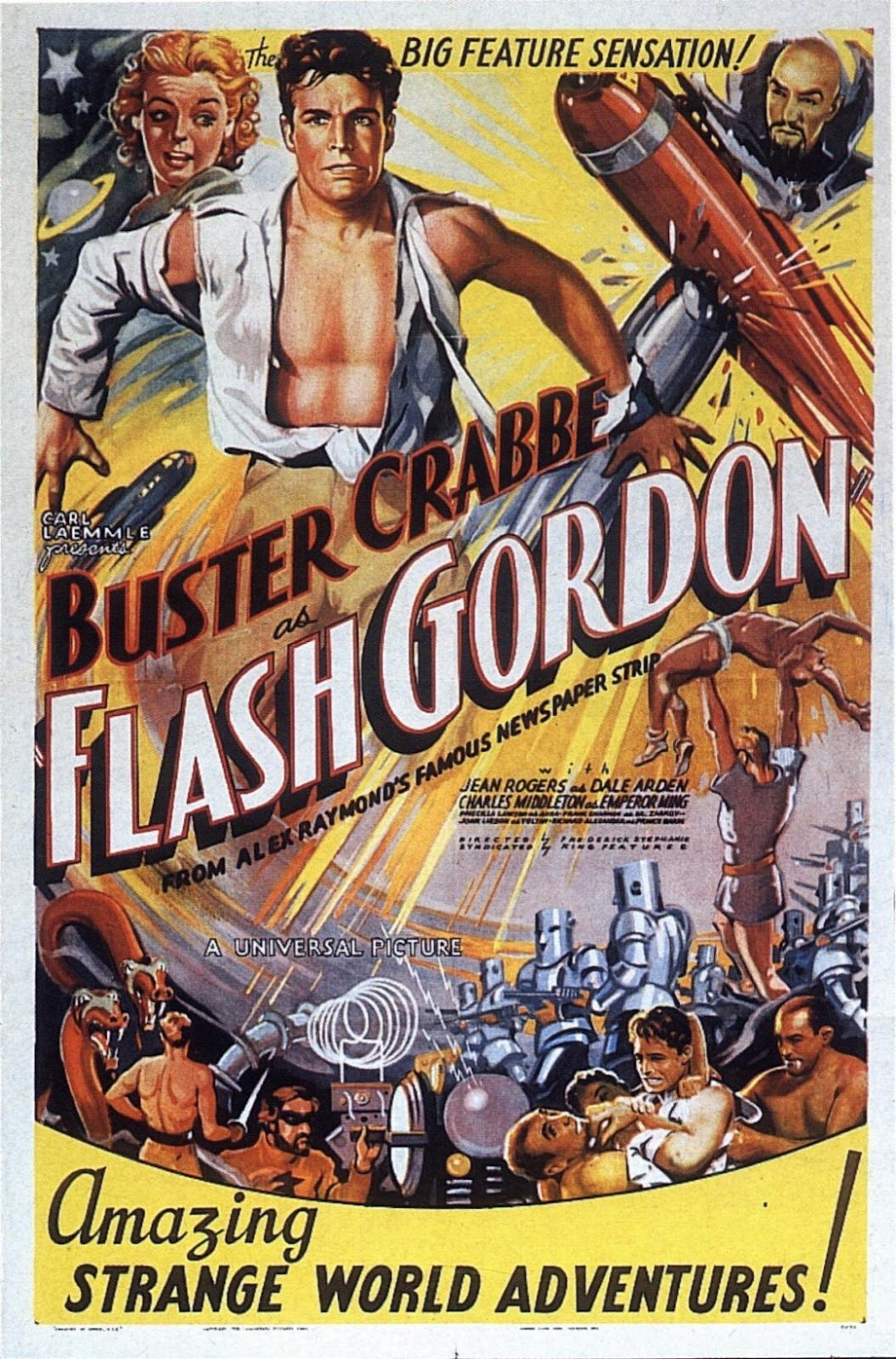
I serial di Flash Gordon furono tra le prime influenze nella creazione della saga di Guerre stellari

Guerre stellari presenta elementi caratteristici sia del genere fantascientifico, in particolare della space opera, come robot e viaggi nello spazio, sia del genere fantastico-fantasy, come cavalieri, duelli di cappa e spada e principesse, infine anche archetipi del genere western. In particolare il primo film della serie è costituito da un incosciente amalgama di elementi presi dalle fonti più disparate, come fumetti, riviste pulp, fiabe, miti, film e libri. Dai fumetti di Flash Gordon dell'autore Alex Raymond, con cui era cresciuto e che furono la sua prima ispirazione per Guerre stellari, Lucas riprese l'idea dell'eterna lotta tra buoni e cattivi, di avventure seriali scanzonate e allegre, e un'ambientazione fantastica composta da un miscuglio di fantasy e tecnologia. I serial cinematografici sul personaggio ispirarono inoltre la celebre sequenza di apertura che apre tutti i film della saga. Nel tentativo di non ricalcare troppo pedissequamente Flash Gordon, Lucas si rivolse inoltre alla sua fonte di ispirazione, ovvero John Carter di Edgar Rice Burroughs, basando i suoi personaggi sugli stereotipi già apparsi in questi due cicli. Il cinema di Akira Kurosawa, in particolar modo la pellicola La fortezza nascosta, furono altresì una fonte di ispirazione importante per la trama e la struttura del primo film. Da esso Lucas trasse l'idea di centrare la narrazione sui due personaggi minori, ovvero i due droidi R2-D2 e C-3PO, e modelli per numerosi personaggi, tra cui Dart Fener e il suo elmo a forma di kabuto. In quanto opera fantascientifica, Lucas dovette per forza di cose confrontarsi con due dei capisaldi del genere: il Ciclo di Dune di Frank Herbert e il Ciclo della Fondazione di Isaac Asimov. Essi ispirarono sommariamente l'ambientazione, e in particolare il pianeta desertico Tatooine, che presenta forti richiami ad Arrakis, la presenza di una setta in grado di esercitare il controllo mentale, Jedi e Bene Gesserit, la rappresentazione dei droidi e l'ecumenopoli Coruscant, ripresa da Trantor.
Un grande influsso sul processo creativo di Lucas ebbero gli studi sulla mitologia comparata di Joseph Campbell, e in particolare la lettura de L'eroe dai mille volti, in cui lo studioso identifica nel viaggio dell'eroe l'archetipo di miti di popoli ed epoche diverse. Nella trilogia originale sono rintracciabili passaggi che ricalcano fedelmente le tappe del viaggio dell'eroe indicate da Campbell, a partire dal richiamo all'avventura di Luke, il suo incontro con il mentore Obi-Wan Kenobi e le prove da superare fino al confronto con il padre e l'espiazione finale. Per l'ideazione della Forza, Lucas si orientò a elementi della cultura, filosofia e spiritualità orientale, come taoismo, buddismo e confucianesimo, al concetto della forza vitale ki e alla subcultura New Age in voga in quegli anni.
I parallelismi che spesso vengono tracciati tra la politica statunitense e Guerre stellari affondando le proprie radici nel fatto che Lucas trasportò parte delle idee che aveva per Apocalypse Now, film che avrebbe dovuto dirigere, nella sua saga fantascientifica. Lo stesso Lucas ha dichiarato che il primo film è una sorta di reazione alla presidenza di Richard Nixon e alla guerra del Vietnam. Diverse sono inoltre le somiglianze storiche tra l'Impero Galattico e la Germania nazista, visibili soprattutto nelle uniformi imperiali e negli stormtrooper, che riprendono nel nome le truppe d'assalto tedesche. L'ascesa al potere di Palpatine ricalca inoltre quella di Gaio Giulio Cesare, Napoleone Bonaparte e Adolf Hitler e rappresenta un monito su come le istituzioni democratiche possano essere manipolate in una dittatura con il consenso o il disinteressamento del popolo.

## Distribuzione e riedizioni
(George Lucas, 2004)

Una delle modifiche a Il ritorno dello Jedi è costituita dall'aliena Sy Snootles: inizialmente un pupazzo, è stata ricreata al computer permettendo maggior libertà di movimento

Alla fine degli anni settanta l'home video non era un fenomeno dilagante: poche erano le pellicole che venivano distribuite in un momento successivo a quello nei cinema. Le VHS di Guerre stellari, quindi, videro la luce solo nel 1980, quando il formato prese piede. Nel corso degli anni sono state distribuite diverse versioni in VHS della trilogia: nel 1991, nel 1994 (con una traccia sonora rimasterizzata) e nel 1995. Nel 1993 venne pubblicato il cofanetto laserdisc, che conteneva la trilogia originale, in widescreen, rimasterizzata con il sistema THX, commenti audio, diversi contenuti speciali e una copia del libro George Lucas: The Creative Impulse.
Nel 1997, in occasione del ventennale della serie, la trilogia originale fu rimasterizzata e ridistribuita nei cinema, dal 31 gennaio al 14 marzo 1997, sotto il nome di Special Edition. L'evento si rivelò un successo senza precedenti e Guerre stellari, il primo film della trilogia, finì per incassare 138 milioni di dollari, circa un terzo del botteghino della distribuzione originale nel 1977. Oltre alla pulizia dei negativi e della traccia audio, Lucas aggiunse e modificò delle scene che lo avevano insoddisfatto sin dall'uscita dei film, in modo da avvicinare le pellicole al suo progetto originale. L'introduzione della grafica computerizzata sarebbe servito inoltre come test per il lavoro sul primo prequel. Molti dei cambiamenti consistevano in aggiunte digitali, come l'ampliamento degli ambienti, l'aumento di personaggi sullo sfondo o la pulizia degli sfondi. Seppur di minor conto, alcune di queste modifiche hanno suscitato diversi malcontenti tra gli appassionati, come la controversia riguardante il confronto tra Ian Solo e il cacciatore di taglie Greedo, denominata Han shot first. Nella versione originale Ian spara per primo, mentre in quella modificata, poco prima che Ian spari, Greedo tenta di ucciderlo ma lo manca. La Special Edition approdò lo stesso anno in home video in formato VHS.
Nel 2004, grazie a un lungo lavoro di pulizia delle immagini e delle tracce sonore effettuato dalla compagnia Lowry Digital Images, la trilogia originale venne distribuita in tutto il mondo in DVD. Il cofanetto, uscito il 21 settembre 2004, comprendeva quattro dischi: i tre film e un disco bonus, con vari contenuti speciali. Lucas volle modificare ancora una volta la Special Edition dei film, cercando di creare continuità con i prequel. Tra i cambiamenti più evidenti figurano: la sostituzione di Palpatine ne L'Impero colpisce ancora con nuove riprese di Ian McDiarmid girate durante la lavorazione de La vendetta dei Sith; il cambiamento di alcuni dialoghi tra Dart Fener e Palpatine per aderire alle vicende dei prequel; l'introduzione di un filmato d'archivio di Hayden Christensen a sostituire Sebastian Shaw nell'ultima scena de Il ritorno del Jedi; e un'ulteriore modifica alla scena con Ian e Greedo, in cui i due sparano quasi simultaneamente. In seguito alle insistenti richieste dei fan, la Lucasfilm ridistribuì dal 12 settembre al 31 dicembre 2006 la trilogia originale in un'edizione DVD che conteneva oltre alle versioni del 2004 anche gli originali inalterati. Le versioni cinematografiche delle pellicole provenivano dai master dell'edizione non anamorfica in laserdisc del 1993, in quanto Lucas preferì evitare un costoso restauro dei negativi originali.
Nell'agosto del 2010 Lucas annunciò la riedizione della saga in Blu-ray, prevista per l'autunno 2011 e contenente materiale inedito, come scene eliminate, interviste e documentari. Alla ShoWest Convention nel 2005, Lucas affermò di essere intenzionato a ridistribuire i sei film nel nuovo formato 3D nel 2007. Il produttore Rick McCallum precisò più tardi in un'intervista che la riedizione si sarebbe realizzata al ritmo di un film all'anno, a partire dal 2012, ma che il lavoro sugli Episodi II-VI si sarebbe svolto soltanto nel caso in cui il primo capitolo si fosse rivelato un successo. La minaccia fantasma debuttò in 3D al cinema il 10 febbraio 2012. Dopo l'acquisizione di Lucasfilm da parte di Disney, lo studio annullò le riedizioni 3D dei rimanenti film della saga, ufficialmente per concentrarsi su Episodio VII.

### Adattamento italiano dei nomi
La direzione del doppiaggio del primo film venne affidata a Mario Maldesi, mentre Roberto De Leonardis lavorò come dialoghista. Costoro modificarono alcuni dei nomi dei personaggi per meglio adattarsi a un pubblico di lingua italiana. Han divenne così Ian, Leia divenne Leila, e C-3PO D-3BO. Un cambiamento più radicale si ebbe per R2-D2, pronunciato in inglese Ar-tu-Di-tu: per mantenere la sensazione che si tratti di un nomignolo, gli adattatori effettuarono una traduzione libera che salvaguardava la sostanza a discapito della forma, arrivando così a C1-P8, Ci-uno-Pi-otto. Vader divenne Fener, per timore che il nome originale potesse essere storpiato in "water". Questi nomi vennero mantenuti per tutti i film della trilogia originale. Un'altra modifica importante della versione italiana riguardò nell'Episodio IV le "guerre dei cloni" (Clone Wars in lingua inglese), trasformate dal doppiaggio italiano in "guerra dei quoti".
L'adattamento scelto per i film non fu tuttavia recepito in tutte le opere derivate. Nello stesso periodo in cui Guerre stellari era nelle sale, la Mondadori pubblicò il romanzo tratto dalla sceneggiatura del film, mantenendo i nomi originali e traducendo invece il nome dell'astronave di Ian, il Millennium Falcon, come Falcone Millenario. Sempre nello stesso periodo, la Mondadori tradusse e distribuì anche la trasposizione a fumetti realizzata dalla Marvel, questa volta con alcuni nomi originali (come Han) e altri (come Fener) ripresi dall'adattamento cinematografico italiano. Negli anni successivi i nomi originali vennero mantenuti in tutte le trasposizioni in romanzo della trilogia originale, mentre i fumetti continuarono a usare un misto dei due adattamenti. Col tempo, nelle opere non legate ai film vi fu ulteriore confusione, sia la Magic Press, che tradusse i primi fumetti della Dark Horse, sia la Panini Comics, traduttrice degli ultimi fumetti della Dark Horse, di alcuni vecchi della Marvel e del nuovo corso Marvel, usarono a volte i nomi originali, a volte i primi adattamenti italiani. Nei giochi di ruolo invece, per quello che riguarda la traduzione delle opere della West End Games da parte della Stratelibri, si decise di mantenere i nomi originali. Nella trilogia prequel i nomi di C1-P8 e D-3BO vennero sostituiti con gli originali R2-D2 e C-3PO, mentre nella trilogia sequel e nei film distribuiti dopo l'acquisizione da parte di Disney sono stati utilizzati i nomi originali, a eccezione di Chewbecca, che rimane nella versione italiana insieme al suo diminutivo Ciube.

## Accoglienza

### Incassi
Quando Guerre stellari uscì al cinema, nel 1977, nessuno si aspettava che avrebbe avuto successo o che sarebbe addirittura riuscito a recuperare i costi di produzione. Il film aprì in soli 32 cinema negli Stati Uniti, un numero esiguo se paragonato ad altri film dell'epoca, ma già nel primo giorno incassò 255000 $ e davanti alle sale in cui veniva proiettato si formavano lunghe code di persone che erano interessate a vederlo. In breve si mostrò che l'offerta era inferiore alla domanda del pubblico e, nonostante la Fox si fosse subito messa al lavoro per produrre nuove pellicole, al termine della prima settimana di programmazione il film era presente in 43 cinema e aveva generato introiti per 2,5 milioni di dollari. Guerre stellari si rivelò il fenomeno dell'estate e la sua popolarità crebbe costantemente; al termine della programmazione cinematografica era stato proiettato in 1 750 sale, superando, con 307263857 $, Lo squalo come film con i maggiori incassi nella storia. La pellicola mantenne il primato fino al 1982, quando venne superato da E.T. l'extra-terrestre, e riprese la piazza grazie agli incassi di 138257865 $ della riedizione del 1997, venendo infine scalzata da Titanic. È stato notato come gli elevati introiti derivanti da Guerre stellari abbiano rivitalizzato la 20th Century Fox e l'abbiano sostenuta nel diventare uno degli studi di produzione più floridi e influenti dell'industria cinematografica.
I film della trilogia prequel si rivelarono ugualmente un successo. La minaccia fantasma segnò il primato per i maggiori incassi nel primo giorno di programmazione e risultò il film più veloce nel raggiungere 100 milioni di dollari al botteghino, due record superati in seguito da La vendetta dei Sith. Il risveglio della Forza è risultato il film ad aver incassato di più negli Stati Uniti e il terzo film più popolare nel mondo dopo Avatar e Titanic.
I film della serie principale e i lungometraggi spin-off hanno generato introiti per oltre 10 miliardi di dollari, rendendo Guerre stellari il secondo franchise cinematografico più redditizio dopo il Marvel Cinematic Universe.
| Film                                            | Budget ($) | Incassi ($)  | Incassi ($) | Incassi ($)                                 |
| Film                                            | Budget ($) | Nord America | Mondiale    | Aggiustamento per inflazione (Nord America) |
| ----------------------------------------------- | ---------- | ------------ | ----------- | ------------------------------------------- |
| Guerre stellari                                 | 11000      | 460998507    | 775398007   | 1668979715                                  |
| L'Impero colpisce ancora                        | 18000      | 292753960    | 550016086   | 920818947                                   |
| Il ritorno dello Jedi                           | 32500000   | 316566101    | 482466382   | 881336578                                   |
| Star Wars - Episodio I - La minaccia fantasma   | 115000     | 487576624    | 1046515409  | 846224377                                   |
| Star Wars - Episodio II - L'attacco dei cloni   | 115000     | 310676740    | 653780724   | 500999845                                   |
| Star Wars - Episodio III - La vendetta dei Sith | 113000     | 414378291    | 905595947   | 555871502                                   |
| Star Wars - Il risveglio della Forza            | 245000     | 936662225    | 2071310218  | 1013038487                                  |
| Star Wars - Gli ultimi Jedi                     | 317000     | 620181382    | 1334407706  | 633360465                                   |
| Star Wars - L'ascesa di Skywalker               | 275000     | 515202542    | 1077022372  | 515202891                                   |

### Critica

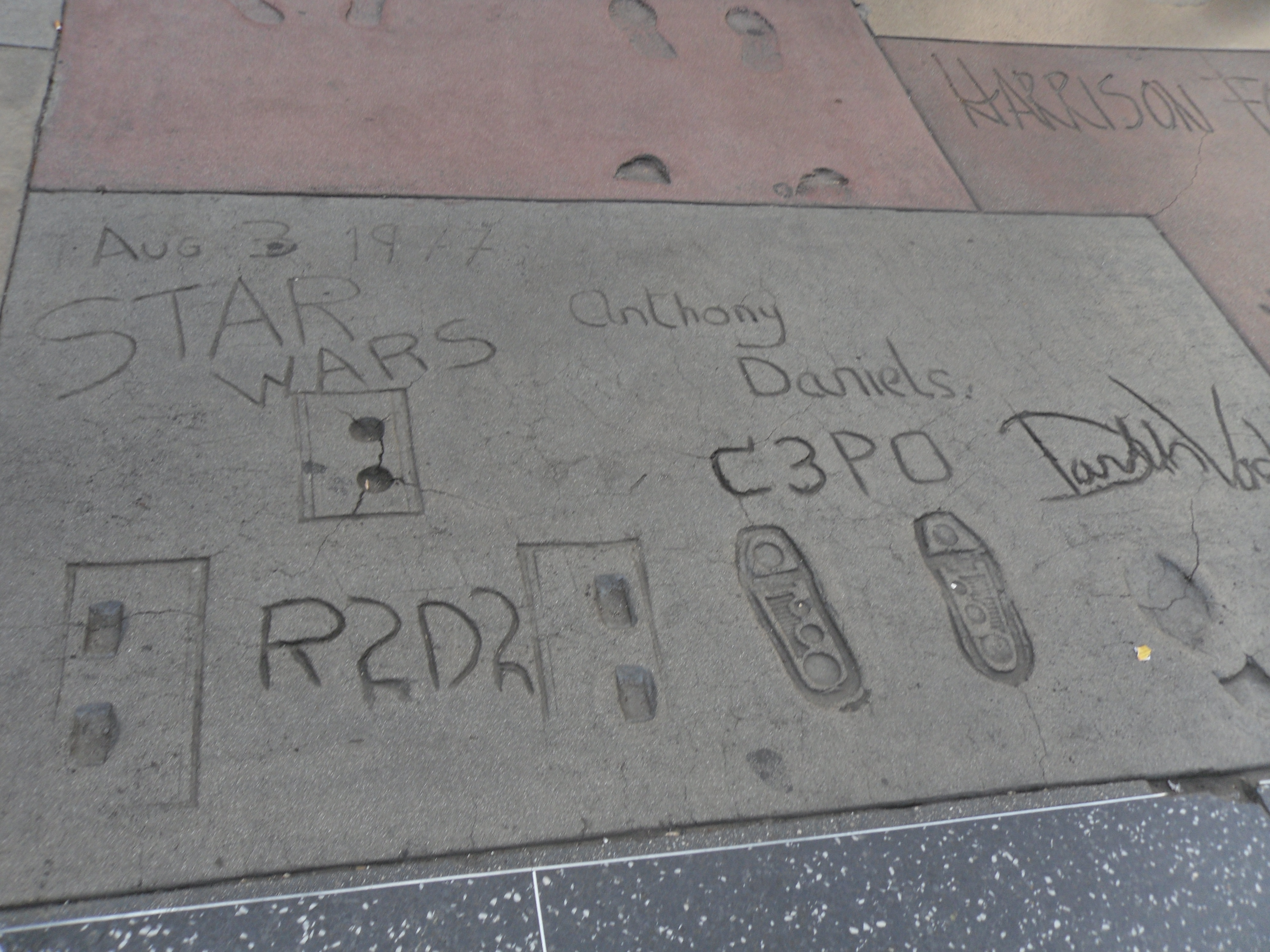
Impronte dei piedi di R2-D2, C-3PO, Dart Fener e Harrison Ford di fronte al TCL Chinese Theatre a Hollywood

Guerre stellari si rivelò un successo senza precedenti sia al botteghino sia nel modo in cui si radicò nel cuore della coscienza pubblica. La maggior parte della critica spese parole d'elogio, giudicandolo un'esperienza visiva completa, capace di immergere gli spettatori nel suo mondo fantastico e di coinvolgere con una narrazione semplice, ma solida ed entusiasmante, coadiuvata da effetti speciali spettacolari come raramente si erano visti prima. La rivista Time lo definì un film "grandioso e magnifico" e lo elesse il miglior film dell'anno. Le critiche negative si concentrarono sul fatto che il film venne avvertito come superficiale, semplicistico e commerciale, mentre i sostenitori ribadirono che proprio questa leggerezza contribuisce a rendere la pellicola divertente e piacevole. Pauline Kael del The New Yorker criticò il film per l'assenza di impatto emotivo, definendolo un'accozzaglia di scene senz'anima.
L'Impero colpisce ancora ricevette critiche contrastanti. I fan del primo film e gli appassionati di fantascienza ne furono entusiasti, mentre estraniò molti a cui era piaciuto Guerre stellari, ma non avevano il desiderio di approfondire l'universo narrativo in cui è ambientata la storia. Il Washington Post e il New York Times lo ritennero un blockbuster estivo divertente e senza pretese, ma ne criticarono il limitato approfondimento riservato ai personaggi, lo scarso impatto emotivo e la precaria struttura narrativa, che fa sì che il film non abbia un vero inizio né una fine. Con l'affermazione della trilogia originale al rango di classico nel corso degli anni, L'Impero colpisce ancora venne ampiamente rivalutato per le sue tematiche più mature e una trattazione meno frenetica che lascia maggior respiro all'introspezione e allo sviluppo dei personaggi; tanto che è generalmente considerato il miglior episodio della saga, superando addirittura il suo predecessore. Il ritorno dello Jedi divise nuovamente la critica: da un lato chi lo apprezzò al livello degli episodi precedenti, dall'altro chi lo stroncò come noioso e ripetitivo. Patrick Gibbs del Daily Telegraph giudicò i dialoghi amorosi tra Ian e Leila "ridicoli" e il finale debole. Retrospettivamente Il ritorno dello Jedi fu parzialmente riabilitato, nonostante venga giudicato l'episodio meno riuscito della trilogia originale.
La minaccia fantasma deluse le aspettative di coloro che speravano di ritrovare nei prequel gli stessi punti di forza che avevano convinto in Guerre stellari vent'anni prima. La critica rimproverò in particolare a Lucas di aver privilegiato degli effetti speciali complessi a discapito della trama e della sceneggiatura, ritenute lacunose e in grado di allettare solo a un pubblico giovanile. Mancavano invece il calore e la comicità dei primi episodi. I personaggi e la recitazione degli attori vennero giudicati mediocri; in particolare il personaggio di Jar Jar Binks attirò commenti negativi da parte di critica e fan. L'attacco dei cloni si inserì nel solco del suo predecessore. I dialoghi vennero percepiti come forzati e scialbi. Allo stesso modo la storia d'amore tra Anakin e Padmé, che costituisce una sottotrama importante per lo sviluppo della saga, venne criticata per l'assenza di coinvolgimento e il ricorso a vuoti cliché. Nonostante i difetti e le inconsistenze a livello di sceneggiatura, il film venne accolto come migliore rispetto al precedente, più bilanciato e ben strutturato. La vendetta dei Sith ricevette pareri più positivi. Nonostante presenti alcune delle lacune degli episodi precedenti, come dei dialoghi troppo superficiali o performance legnose da parte degli attori, la sceneggiatura venne ritenuta solida e un adeguato anello di giunzione tra i prequel e i film originali. La critica lo lodò all'unanimità come il miglior film della trilogia prequel, con A. O. Scott del New York Times che si spinse addirittura a definirlo il miglior film della saga diretto da Lucas.
La trilogia originale è generalmente considerata superiore a quella prequel, come emerge dalle percentuali di gradimento delle pellicole sui siti di recensioni Rotten Tomatoes e Metacritic. Secondo Senh Duong, ciò sarebbe dovuto in parte al fatto che la maggior parte delle recensioni dei film originali sono state scritte nel 1997, in occasione della riedizione delle pellicole, da critici che all'epoca dell'uscita originale erano bambini e conservavano ricordi nostalgici legati all'infanzia o una percezione distorta dallo status di classici a cui nel frattempo i film erano assurti: un'analisi più approfondita delle critiche contemporanee all'uscita dei film, infatti, mostrerebbe che i prequel ottennero recensioni paragonabili se non migliori dei film della trilogia originale.
Il risveglio della Forza venne accolto positivamente, con la maggior parte dei critici che apprezzò lo spirito avventuroso e l'energia della pellicola, così come il ritorno di alcuni degli attori più amati della trilogia originale a fianco all'introduzione di nuovi personaggi. Diversi lamentarono però che la pellicola si limita a riproporre eventi e situazioni già viste nei primi film senza aggiungere niente di nuovo e originale. Gli ultimi Jedi ricevette critiche positive per l'intreccio, i personaggi più delineati e soprattutto un certo passo avanti rispetto all'episodio precedente, mostrando coraggio e inventiva. Una fetta degli appassionati però non apprezzò le scelte del regista di dare nuove sfumature e significati alla Forza e di tratteggiare il personaggio di Luke Skywalker come un eremita disilluso a causa degli sbagli del passato, facendolo apparire troppo diverso rispetto al Jedi pieno di speranza apparso nella trilogia originale. L'ascesa di Skywalker venne accolto invece in maniera contrastante da parte della critica, a causa di una trama troppo veloce e piena di vicende confusionarie, mentre vennero valutate positivamente le interpretazioni di Daisy Ridley e Adam Driver. Il film fu apprezzato maggiormente dai fan che vi riscontrarono un ritorno allo stile più nostalgico e rassicurante di Abrams, rispetto a quello più "profano" di Rian Johnson. Il finale soddisfò in larga parte gli spettatori e venne giudicato una conclusione appropriata alla saga.

## Riconoscimenti
I film principali della serie di Guerre stellari sono stati insigniti di svariati premi e riconoscimenti. Candidati a 37 premi Oscar ne hanno ottenuti in totale 10, di cui tre Oscar Special Achievement Award per contributi eccezionali nel campo del suono, per le voci degli alieni e dei droidi, e degli effetti visivi. Le varie colonne sonore valsero al compositore John Williams, oltre a un premio Oscar, sei Grammy e un Golden Globe.
Nel 1989, la Biblioteca del Congresso ha selezionato Guerre stellari per essere conservato nel National Film Registry, in virtù della sua «rilevanza culturale, storica o estetica». L'Impero colpisce ancora è stato incluso nel 2010 e Il ritorno dello Jedi nel 2021.

## Universo espanso

Copertina di Mio fratello, il mio nemico, tratta dal fumetto Rebellion

Il termine Universo espanso (in inglese Expanded Universe e abbreviato in EU) venne introdotto per indicare tutte quelle produzioni — fumettistiche, letterarie, televisive, videoludiche — di Guerre stellari realizzate dal 1976 al 2014 al di fuori dei primi sei film, di Star Wars: The Clone Wars e della serie televisiva animata omonima. Esso espande e continua la storia trattata nei film in un intervallo di tempo che va da 36 000 anni prima de La minaccia fantasma fino a 134 anni dopo Il ritorno dello Jedi. L'Universo espanso contribuì in modo decisivo a mantenere vivo l'interesse per il franchise di Guerre stellari negli anni a cavallo tra la realizzazione delle due trilogie.
La prima storia dell'Universo espanso apparve nel numero 7 della collana fumettistica Star Wars nel gennaio 1978 (i primi sei numeri costituivano l'adattamento del primo film), seguita a un mese di distanza dal romanzo di Alan Dean Foster La gemma di Kaiburr. Per la televisione furono prodotti tre film, The Star Wars Holiday Special (1978), L'avventura degli Ewoks (1984), Il ritorno degli Ewoks (1985), e tre serie animate, Droids Adventures (1985-1986), Ewoks (1985-1987) e Star Wars: Clone Wars (2003-2005). Queste produzioni si rivolgono prettamente a un pubblico più giovane rispetto a quello della trilogia cinematografica. Lucas svolse il ruolo di produttore esecutivo e in alcuni casi collaborò ai soggetti e alle sceneggiature. Numerosi romanzi furono pubblicati dalla Bantam Books e dalla Del Rey Books. Le prime serie a fumetti di Guerre stellari, ambientate nello stesso periodo dei film e pubblicate fino al 1987, furono prodotte dalla Marvel Comics, inizialmente con un ottimo successo di vendite, che tuttavia andò rapidamente a scemare con la conclusione della prima trilogia e il calo dell'interesse del pubblico. Nel 1991 la Dark Horse Comics acquisì la licenza, dando il via alla pubblicazione di numerose saghe, che ampliavano di molto il periodo storico rappresentato, raccontando anche il lontano passato della repubblica e il futuro dei discendenti di Luke e Leila.
A parte l'arco temporale precedente a Una nuova speranza, che Lucas volle riservarsi per la trilogia prequel, la Lucasfilm permise grande libertà artistica agli autori dell'Universo espanso, a patto che non venissero fatti morire personaggi principali. Elementi e personaggi introdotti nelle opere derivate vennero in alcuni casi ripresi da Lucas nei suoi film, come il pianeta Coruscant o la Jedi Aayla Secura. Con l'acquisizione della Lucasfilm da parte della Disney, la pubblicazione di nuove opere dell'Universo espanso è stata interrotta e tutto il materiale edito in precedenza raccolto sotto una nuova etichetta chiamata Star Wars Legends. L'istituzione di un nuovo canone di Guerre stellari, ha escluso l'Universo espanso dalla continuity della saga, salvo poter essere usato come ispirazione per eventuali ambientazioni e tecnologie.

## Opere canoniche
Il canone di Guerre stellari è l'insieme dei prodotti che formano la continuity ufficiale del franchise di Guerre stellari. Il canone è stato completamente rivisto in seguito all'acquisizione della Lucasfilm da parte della Disney. I sei film originali e la serie televisiva The Clone Wars, compreso l'omonimo film, sono considerati i pilastri base del nuovo canone, dal momento che Lucas ha lavorato personalmente alla loro produzione; fanno parte del canone anche la trilogia sequel, la serie Anthology, la serie televisiva Rebels e tutti i libri, fumetti e videogiochi usciti a partire dal 25 aprile 2014. Ogni prodotto che fa parte del canone è supervisionato da un team dedicato, il Lucasfilm Story Group, onde evitare incongruenze e gestire meglio i collegamenti tra le varie opere.
Le opere del franchise seguono tutte una linea narrativa comune, che da dicembre 2020 è divisa in sei ere tematiche: Alta Repubblica, Caduta dei Jedi, Regno dell'Impero, Era della Ribellione, Nuova Repubblica e Ascesa del Primo Ordine.

### Spin-off televisivi

#### Serie animate
Sulla scia di Star Wars: Clone Wars, Lucas e Dave Filoni idearono Star Wars: The Clone Wars, una serie televisiva d'animazione in grafica computerizzata ambientata nello stesso periodo tra gli episodi II e III. La serie venne realizzata dalla Lucasfilm Animation e dalla sua divisione Lucasfilm Animation Singapore in collaborazione con la casa di produzione CGCG. Esordì in prima serata su Cartoon Network il 3 ottobre 2008, preceduta da un film omonimo, uscito nei cinema il 15 agosto 2008. La trasmissione proseguì per cinque stagioni, fino al 2013, quando la Disney cancellò la serie. Una sesta e una settima stagione conclusive vennero trasmesse su Netflix nel 2014 e su Disney+ nel 2020.
Altre serie animate sono: Star Wars Rebels, una ambientata tra gli avvenimenti degli episodi III e IV, che segue un gruppo di ribelli in lotta contro l'Impero. La serie, creata da Simon Kinberg, Dave Filoni e Carrie Beck, ha debuttato il 3 ottobre 2014 su Disney Channel ed è proseguita poi su Disney XD. Star Wars: Forces of Destiny, che ruota attorno ai principali personaggi femminili della saga, tra cui la Principessa Leila, Rey, Jyn Erso, Ahsoka Tano e Padmé Amidala. L'inizio della trasmissione è avvenuto a luglio 2017 sul canale Disney di YouTube. Star Wars Resistance, una serie televisiva in stile anime che ha debuttato il 7 ottobre 2018. Essa è ambientata circa sei mesi prima de Il risveglio della Forza e incentrata sul personaggio di Kazuda Xiono, un giovane pilota della Resistenza al quale viene assegnato il compito di sorvegliare la crescente minaccia del Primo Ordine.
Il 4 maggio 2021 è stata trasmessa su Disney+ la serie televisiva d'animazione Star Wars: The Bad Batch, sequel e spin-off di The Clone Wars.
Il 22 settembre 2021, sempre su Disney+, è stata pubblicata Star Wars: Visions, una serie original net anime prodotta da Lucasfilm Animation e da sei studi d'animazione giapponesi.
Il 26 ottobre 2022 è stata pubblicata Star Wars: Tales of the Jedi, una miniserie antologica divisa in due archi narrativi distinti: il primo segue il personaggio di Ahsoka Tano mentre il secondo segue il Conte Dooku.
Il 4 maggio 2024 è stata pubblicata Star Wars: Tales of the Empire, serie gemella di Tales of the Jedi, anch'essa suddivisa in due archi distinti: il primo segue Morgan Elsbeth mentre il secondo segue l'ex Jedi Barriss Offee.
Il 4 maggio 2025 è stata pubblicata Star Wars: Tales of the Underworld, che come le due precedenti serie è suddivisa in due archi narrativi distinti: il primo segue Asajj Ventress mentre il secondo segue Cad Bane.
Una serie animata centrata su Darth Maul è prevista per il 2026 e sarà ambientata appena dopo gli eventi di Star Wars: The Clone Wars.
È in fase di sviluppo un'ulteriore serie intitolata Star Wars: A Droid Story.

#### Serie live-action
Con l'avvento della Disney sono iniziati i lavori per la realizzazione delle prime serie televisive live-action di Guerre stellari.
Il 12 novembre 2019 è approdata su Disney+ la prima serie live-action The Mandalorian, ambientata cinque anni dopo Il ritorno dello Jedi e venticinque anni prima de Il risveglio della Forza. 
The Book of Boba Fett è la seconda serie live-action ambientata nell'universo di Guerre stellari e spin-off di The Mandalorian; vede protagonista il cacciatore di taglie Boba Fett e la mercenaria Fennec Shand. La serie è stata trasmessa da Disney+ a partire dal 29 dicembre 2021.
Nel 2019 è stata annunciata la produzione della miniserie Obi-Wan Kenobi che rivede Ewan McGregor ed Hayden Christensen riprendere rispettivamente i ruoli di Obi-Wan Kenobi e Dart Fener. Inizialmente pensato come terzo film della serie Anthology, Obi-Wan Kenobi è composto da sei episodi e ambientato circa dieci anni dopo gli eventi di Star Wars: Episodio III - La vendetta dei Sith, in pieno regime imperiale. L'uscita è avvenuta il 27 maggio 2022 sulla piattaforma Disney+.
Andor è una serie prequel di Rogue One che segue il personaggio di Cassian Andor cinque anni prima degli eventi del film. Ideatore e showrunner è Tony Gilroy, mentre Diego Luna, che riprenderà il ruolo della spia della ribellione, è accreditato come produttore esecutivo. La produzione è iniziata nel 2020 per un'uscita prevista il 21 settembre 2022 su Disney+.
Ahsoka è il secondo spin-off di The Mandalorian, nonché sequel della serie animata Rebels. La serie vede contrapporsi Ahsoka Tano, ex padawan di Anakin Skywalker, al Grand'ammiraglio Thrawn, che progetta di rifondare l'Impero. L'uscita è avvenuta il 22 agosto 2023 su Disney+.
Il 5 giugno 2024 ha debuttato la sesta serie live-action The Acolyte - La seguace, ambientata cento anni prima di Episodio I - La minaccia fantasma, durante il periodo dell'Alta Repubblica.
Altra serie live-action in produzione è Skeleton Crew, è distribuita su Disney+ dal 2 dicembre 2024  .

### Romanzi
Il 2 settembre 2014 è uscito il primo romanzo del nuovo canone: Una nuova alba, prequel della serie animata Star Wars Rebels. Nel 2015 sono usciti altri cinque libri: Tarkin, L'erede dei Jedi, I signori dei Sith, L'apprendista del Lato Oscuro e Battlefront: Compagnia Twilight. Inoltre è stato avviato il progetto Viaggio verso Star Wars: Il risveglio della Forza, che comprende Aftermath, Lost Stars, Moving Target: A Princess Leia Adventure, Smuggler's Run: A Han Solo & Chewbacca Adventure, The Weapon of a Jedi: A Luke Skywalker Adventure, fino ad arrivare a Before the Awakening e Il risveglio della Forza. Nel il 2016 sono usciti Bloodline, Aftermath: Life Debt, Catalyst: A Rogue One Story e Ahsoka, nel 2017 Aftermath: Empire's End, Thrawn e Star Wars: Phasma, mentre nel 2019 è uscito Master and Apprentice.

### Fumetti
Nel 2014, due anni dopo l'acquisizione della Lucasfilm da parte della Disney, i diritti di pubblicazione dei fumetti di Guerre stellari sono tornati alla Marvel, nel frattempo divenuta anch'essa di proprietà della Disney. I primi fumetti canonici sono: Star Wars, Darth Vader, Principessa Leia e Kanan. Il primo numero della serie Star Wars ha venduto più di un milione di copie, rendendolo il fumetto più venduto degli ultimi 20 anni. Nel corso del 2015 sono poi usciti: Lando, L'Impero a pezzi, Chewbacca e il crossover Vader colpito. Per il 2016 Obi-Wan & Anakin, C-3PO, Poe Dameron, Han Solo e Doctor Aphra.

### Videogiochi
Con l'acquisizione del franchise da parte di Disney, LucasArts venne sostituito come sviluppatore dei videogiochi di Guerre stellari da Visceral Games, DICE e BioWare e i diritti di distribuzione assegnati a Electronic Arts. Il primo titolo a essere pubblicato è stato Star Wars: Battlefront, nel 2015, con un sequel uscito il 17 novembre 2017. Il 13 aprile 2019 durante la Star Wars Celebration di Chicago è stato presentato in anteprima mondiale il trailer del nuovo gioco di Star Wars distribuito da Electronic Arts: Star Wars Jedi: Fallen Order sviluppato da Respawn Entertainment e distribuito in tutto il mondo a partire dal 15 novembre 2019. La rivista Play Generation la classificò come una delle quattro migliori saghe ambientate nello spazio. Durante i Game Awards 2021 è stato annunciato Star Wars Eclipse, sviluppato da Quantic Dream.

### Star Wars Anthology
Nel 2013 la Disney ha annunciato la produzione di una serie di film spin-off della saga, ognuno incentrato su uno specifico personaggio, con l'idea di far uscire un nuovo film di Guerre stellari all'anno, alternando trilogia sequel e spin-off. Questi film, chiamati Star Wars Anthology, esploreranno l'universo in cui è ambientata la saga da un punto di vista geografico e temporale e varieranno in genere e stile.
La prima pellicola della serie Rogue One: A Star Wars Story è incentrata su un gruppo di spie ribelli in missione per rubare i piani della nuova arma dell'Impero Galattico, la Morte Nera. È stata diretta da Gareth Edwards, scritta da Chris Weitz e Tony Gilroy e distribuita in anteprima a partire dal 10 dicembre 2016.
Il secondo spin-off Solo: A Star Wars Story, con protagonista un giovane Ian Solo e scritto da Lawrence e Jon Kasdan, è uscito il 23 maggio 2018. Le riprese del film sono iniziate nel gennaio 2017 con Phil Lord e Christopher Miller alla regia, tuttavia nel giugno 2017 i due hanno lasciato il progetto per divergenze creative e sono stati sostituiti da Ron Howard.

## Eredità culturale
Guerre stellari ha profondamente influenzato l'estetica e la narrazione del cinema statunitense, spostando l'attenzione dell'industria dei film di Hollywood dalle storie profonde, sofisticate e di critica della prima Nuova Hollywood a pellicole cariche di effetti speciali più semplici e superficiali. Insieme a Lo squalo, Guerre stellari è accreditato per aver avviato il fenomeno dei blockbuster estivi, con film fortemente promozionati che debuttano contemporaneamente in un gran numero di sale per puntare su rapidi guadagni. La saga ha rappresentato inoltre uno dei primi esempi di franchise filmico di successo, una formula che è diventata un marchio di fabbrica del cinema statunitense, con sequel prodotti sulla scia di film di grande successo.
La serie ha stabilito un nuovo standard per gli effetti speciali, comparto che non aveva subito innovazioni significative fin dagli anni cinquanta. Il suo successo ha segnato un incremento negli investimenti in questo campo e nello sviluppo della computer grafica, tanto che compagnie come l'Industrial Light & Magic vennero fondate appositamente per provvedere a questi nuovi effetti. Il certificato di qualità THX, introdotto ne Il ritorno dello Jedi, segnò un nuovo standard per la qualità del suono e venne applicato per anni alla maggior parte dei film e cinema statunitensi. Guerre stellari ha contribuito a popolarizzare il genere fantascientifico, che fino a quel momento era stato considerato di serie B, al cinema, rendendolo un genere mainstream. Negli anni immediatamente successivi all'uscita del film, videro la luce numerose imitazioni a basso costo, che cercavano di cavalcare l'onda del successo della pellicola ricalcandone i paradigmi. Ispirati dal suo successo, inoltre, numerosi registi e produttori riesumarono i loro progetti per film di fantascienza, e negli anni immediatamente successivi videro la luce, tra gli altri, Alien, Star Trek e Flash Gordon. Anche il franchise di James Bond cavalcò l'onda spaziale, ritardando l'uscita di Solo per i tuoi occhi, che era stato annunciato come sequel nei titoli di coda de La spia che mi amava, e sostituendolo nel 1979 con Moonraker - Operazione spazio. Tra i registi che sono stati influenzati dalla saga figurano Peter Jackson, James Cameron, Ridley Scott, Roland Emmerich e Kevin Smith. Il mondo di Guerre stellari, contrariamente a molti film fantascientifici dell'epoca caratterizzati da atmosfere e luoghi puliti e intonsi, mostrava ambienti sporchi e logori; la visione di Lucas di un "universo usato" ispirò Jackson, Scott e Joss Whedon rispettivamente nella trilogia de Il Signore degli Anelli, Alien e Serenity.
Guerre stellari è stato oggetto di numerose parodie e omaggi. Tra le più famose figurano il film di Mel Brooks del 1987 Balle spaziali, i tre speciali della serie televisiva in stop motion Robot Chicken e gli episodi della serie animata I Griffin, Blue Harvest, Something, Something, Something, Dark Side e It's a Trap!, che riprendono rispettivamente il primo, secondo e terzo episodio della trilogia originale. Lo speciale R2-D2: Beneath the Dome è stato creato nel 2002 in occasione dell'uscita de L'attacco dei cloni dalla Lucasfilm. Esso narra, sotto forma di falso documentario, la storia del robot R2-D2 trattando il personaggio del film come se fosse un vero attore, passando dal successo di Guerre stellari, fino all'oblio della dipendenza da alcool e della disoccupazione. Il fumettista italiano Leo Ortolani ha omaggiato la serie nelle parodie Star Rats, Star Rats - Episodio I, Star Rats - Episodio II e Star Rats - Episodio III, che reinterpretano la trama della saga in chiave comica con i personaggi del suo fumetto Rat-Man. La pellicola turca del 1982 Dünyayı Kurtaran Adam (lett. "L'uomo che ha salvato il mondo") fa largo uso di materiale preso illegalmente dai film della saga. Nel 2001 la Lucasfilm querelò la Media Market Group nel tentativo di bloccare la distribuzione di un cartone animato pornografico ritenuto compromettente, Star Ballz. Inizialmente ne ottenne il ritiro cautelativo, ma perse la causa e la distribuzione poté riprendere. Nel motivare la sentenza, il giudice dichiarò che la saga era troppo famosa perché quel prodotto potesse causare confusione tra i consumatori. Il cantante "Weird Al" Yankovic ha registrato due canzoni omaggianti la saga: Yoda, una parodia di Lola dei The Kinks che descrive l'addestramento di Luke da parte del maestro Jedi, e The Saga Begins, parodia di American Pie di Don McLean che narra gli eventi de La minaccia fantasma dal punto di vista di Obi-Wan Kenobi.
Il titolo della serie è stato addirittura ripreso nel contesto della guerra fredda. Quando infatti il presidente Ronald Reagan propose la Strategic Defense Initiative, nel 1983, per utilizzare sistemi d'arma basati al suolo e nello spazio per proteggere gli Stati Uniti da attacchi di missili balistici con testate nucleari, il piano fu soprannominato Star Wars. Essendo il titolo della saga coperto da copyright, Lucas intentò delle azioni legali contro alcune lobby che supportavano il programma e ricorrevano a un uso estensivo del nome Star Wars a fini pubblicitari. Nel novembre 1985 il giudice federale Gerhard Gesell sentenziò tuttavia che il termine "Star Wars" poteva essere usato da chiunque senza restrizioni. Questo fatto, unito all'interruzione del programma per mancanza di fondi, mise fine alla vicenda.
La saga di Guerre stellari è diventata un fenomeno culturale di massa, fin dall'uscita del primo film, che funse da unificatore culturale e fu ben accolto da un ampio spettro di persone. La serie ha avuto un forte impatto sulla moderna cultura pop. Le sue citazioni si sono radicate nell'uso quotidiano e frasi come «Che la Forza sia con te» o «Io sono tuo padre» sono diventate parte integrante del lessico della popolazione, mentre «la Forza» e «Lato Oscuro» sono state incluse nell'Oxford English Dictionary.

### Fandom

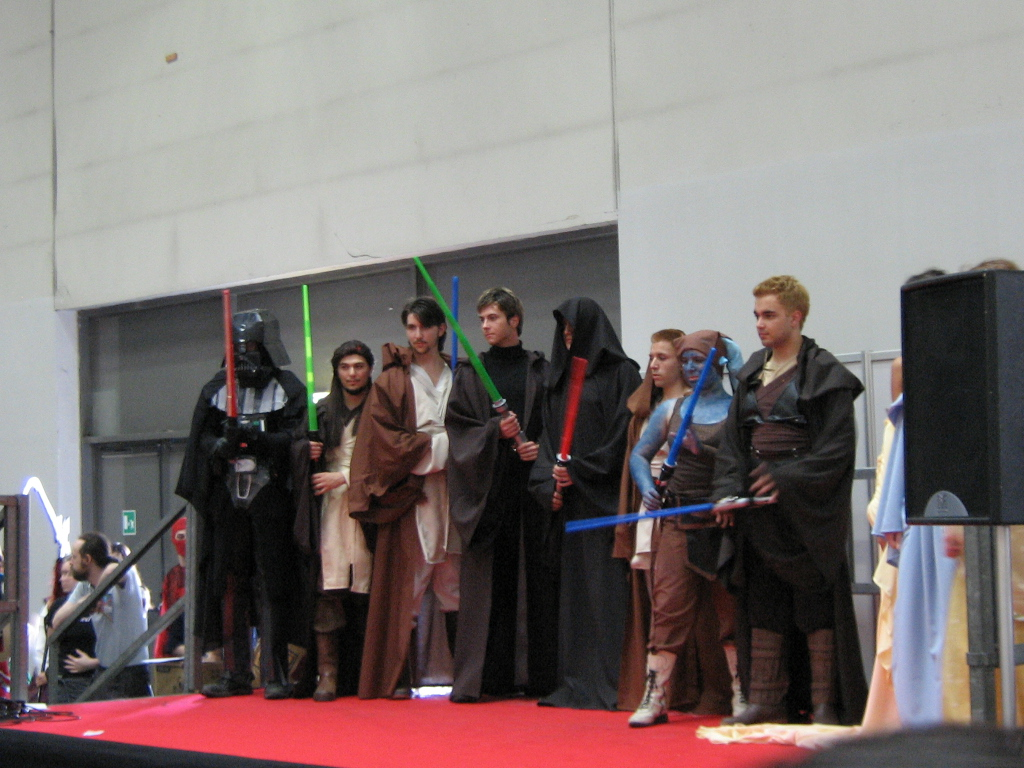
Cosplayer vestiti come personaggi della saga

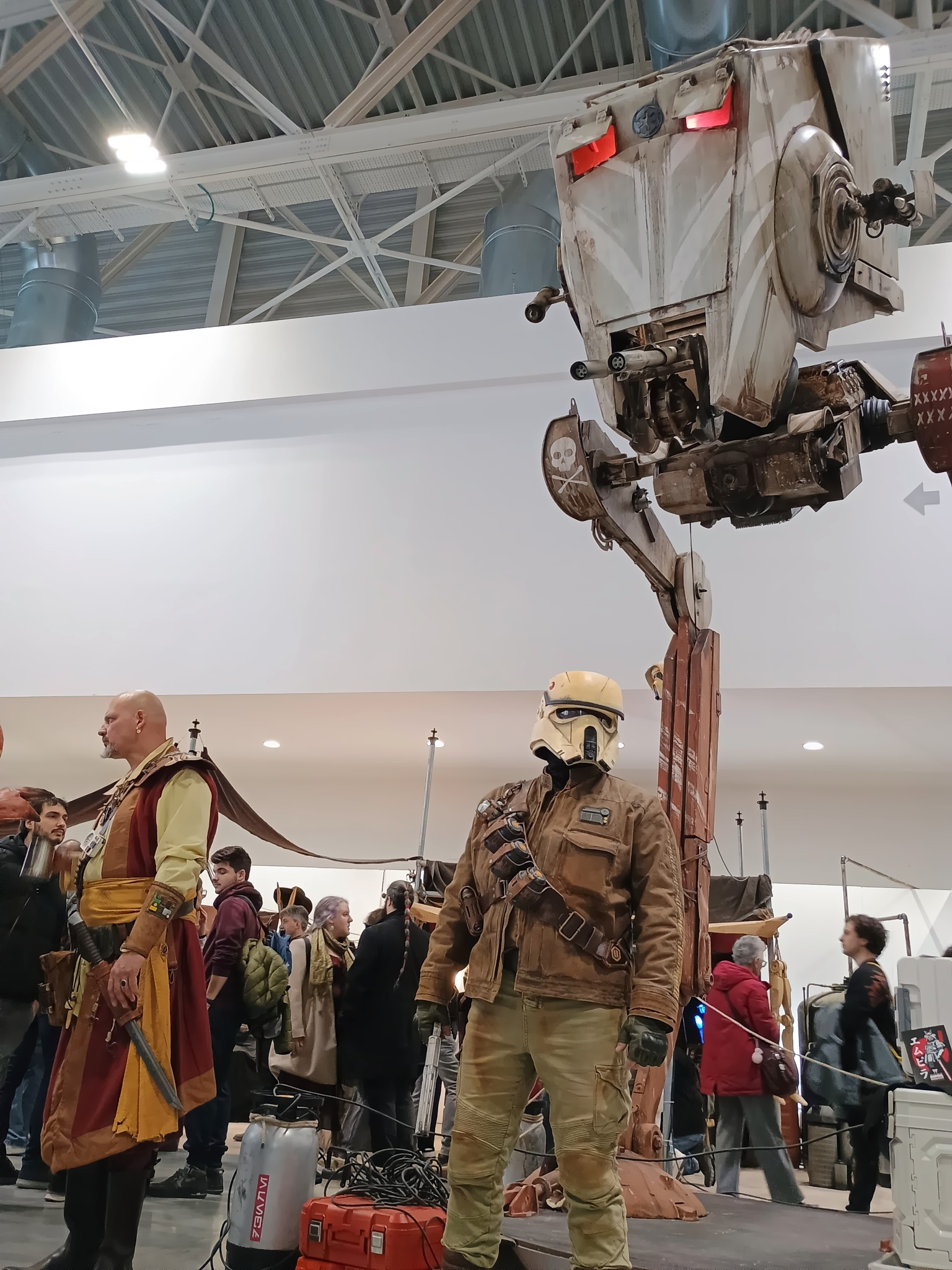
Reparto per gli amanti della saga di Star Wars

La serie di Guerre stellari ha trovato una vasta schiera di fan e appassionati. Il loro entusiasmo ha portato alla creazione di numerosi fan film sulla saga, tra i quali: Hardware Wars, una parodia di 13 minuti in forma di trailer del 1978 che Lucas ha definito il suo fan film preferito; il cortometraggio del 1997 Troops di Kevin Rubio, parodia di Cops con personaggi di Guerre stellari; e Star Wars Uncut, un rifacimento del 2010 del primo film della saga composto da un montaggio di sequenze amatoriali di 15 secondi girate e inviate da fan da tutto il mondo. La Lucasfilm ha perlopiù tollerato la realizzazione di queste opere, a patto che non cercassero di trarre profitti ai danni di Guerre stellari o ledere il franchise in alcun modo. Nel 2002 la Lucasfilm ha addirittura istituito gli Star Wars Fan Film Awards per premiare i fan film più meritevoli.
La Star Wars Celebration, promossa per la prima volta dalla Lucasfilm nel 1999 per l'uscita de La minaccia fantasma e ripetutasi in quattordici occasioni negli Stati Uniti e all'estero, ha dato il via a numerosi convegni di fan dedicati al franchise. In queste occasioni molti appassionati praticano il cosplay, dando vita in alcuni casi a vere e proprie associazioni, come la 501st Legion composta da oltre 10 000 membri attivi in tutto il mondo. I fan della saga hanno inoltre dichiarato il 4 maggio Star Wars Day, a causa dell'assonanza che la data letta in inglese, May the Fourth, ha con l'espressione May the Force be with you (lett. «Che la Forza sia con te»). Il Los Angeles City Council ha invece istituito tale ricorrenza il 25 maggio, per celebrare l'anniversario dell'uscita del primo film della saga.
Nel 2001, in occasione dei censimenti nazionali di alcuni Paesi anglofoni, diverse centinaia di migliaia di persone rivendicarono l'appartenenza alla religione Jedi scrivendo «Jedi» o «Cavaliere Jedi» nel campo religione. Sebbene la maggior parte delle risposte fosse di natura ironica o intesa come forma di contestazione, diverse migliaia di persone nel mondo si riconoscono nel Jedismo, una filosofia di vita che si basa sui principi Jedi.

## Merchandising

Logo della linea LEGO Star Wars

Guerre stellari ha segnato un'importante innovazione anche sul fronte del merchandising, che, fino a quel periodo, non veniva considerato come parte fondamentale dello sfruttamento commerciale di un film. Solo una casa di produzione aveva, infatti, un dipartimento addetto a quella attività: la Universal; in ogni caso, soltanto la Disney riusciva a trarre lauti guadagni da quella pratica. La saga dimostrò come i diritti di sfruttamento di una pellicola potessero generare più entrate del film stesso. Il merchandising legato a essa, infatti, prese sempre più piede, espandendosi nei settori più disparati: costumi, figure, riproduzioni di oggetti di scena, capi di vestiario e poster sono solo una parte dell'immenso impero di prodotti correlati a Guerre stellari. Nel 2012, la vendita dei prodotti derivanti dalla saga è stata valutata in 20 miliardi di dollari, e nel 2017 il valore dell'intero brand stimato in 43 miliardi.
L'opinione comune è che, nel definire gli accordi con la 20th Century Fox per Guerre stellari, Lucas, piuttosto che chiedere un aumento della paga di regista, chiese ai produttori i diritti delle licenze per il merchandising e i profitti dei prodotti derivati, i quali accettarono, incuranti del potenziale del film. In realtà il contratto conferiva alla Lucasfilm i diritti esclusivi per i soli sequel, a patto che Lucas avesse iniziato a produrli entro due anni dalla conclusione di Guerre stellari, mentre il merchandising venne diviso equamente tra le due compagnie. Quando però il film si rivelò un successo travolgente, Lucas poté rinegoziare gli accordi da un punto di forza. Egli richiese così i pieni diritti sul merchandising concedendo in cambio alla Fox i diritti di distribuzione dei film per un periodo prefissato di anni, al termine dei quali sarebbero tornati alla Lucasfilm. La Fox accettò per evitare che Lucas proponesse i sequel ad altri studi di produzione, ma si rifiutò di rinegoziare gli accordi per il primo film, mantenendone ad oggi i diritti esclusivi.
Nel 1976, durante la lavorazione del primo film, venne proposta la produzione di una linea di action figure alla casa di giocattoli statunitense Mego, celebre all'epoca per la produzione di personaggi da 8" dei fumetti DC Comics e Marvel, che però rifiutò. La licenza venne quindi acquisita dalla rivale Kenner, allora una piccola ditta, per 100000 $ e il 5% dei proventi. La Kenner produsse una linea di action figure da 3.75" e le distribuì in tempo per Natale 1977, ottenendo così un grosso successo di vendite. Il numero di esemplari prodotti fu tuttavia inferiore rispetto alle richieste arrivate dopo l'uscita del primo film della saga. La ditta mise così in commercio delle confezioni, chiamate Early Bird, contenenti soltanto un biglietto, nel quale si attestava l'acquisto e si prometteva l'invio delle action figure non appena queste si fossero rese disponibili. Per la fine del 1978, la Kenner aveva venduto più di 40 milioni di figure e ottenuto ricavi per 100 milioni di dollari. La ditta realizzò in seguito le action figure di tutta la trilogia originale, dal 1977 al 1985 e, nel 1995, una nuova linea di personaggi dell'aspetto molto più muscoloso.
La Kenner venne successivamente assorbita dalla Hasbro, che acquisì così la licenza di produzione per il merchandising di Guerre stellari. Oltre a numerose linee di action figure, l'azienda ha prodotto una gran varietà di giocattoli, maschere e un'edizione in tema Guerre stellari di Monopoly. Con il declino di popolarità delle action figure e il contemporaneo aumento dei costi di manodopera, la Hasbro ha deciso nel 2013 di creare una nuova linea di figure da 6", che mantenevano il livello di dettaglio e di articolazione delle precedenti, ma erano dedicate a un pubblico di collezionisti, mentre le figure da 3.75" sono state semplificate e indirizzate prevalentemente a un pubblico più giovanile.
Nel 1999 il gruppo LEGO strinse un accordo con la Lucasfilm per la produzione di set di Guerre stellari, che rappresentò la prima partnership dell'azienda danese con altri franchise. Il contratto venne esteso più volte, l'ultima delle quali nel 2012 per ulteriori dieci anni. La linea tematica LEGO Star Wars si è espansa per accogliere più di 340 set differenti e oltre 425 minifigure. In collaborazione con Traveller's Tales la LEGO ha sviluppato poi una serie di videogiochi che riprende le due trilogie cinematografiche e la serie The Clone Wars. Dal 2005 sono stati inoltre distribuiti cinque cortometraggi e tre serie televisive. La ditta di caramelle austriaca Pez ha prodotto a partire dal 1997 delle versioni dei dispenser raffiguranti i personaggi della saga.

### Annotazioni
1. ↑  I dati riguardano gli incassi complessivi, comprendendo anche le successive riedizioni.
2. ↑  I dati sono aggiornati al 2022.

### Fonti
1. ↑  (EN) Star Wars, su britannica.com, Enciclopedia Britannica. URL consultato il 10 aprile 2019.
2. ↑  (EN) Rachel Swatman, 1977: Highest-grossing Sci-fi Series at the Box Office, su guinnessworldrecords.com, Guinness dei primati, 19 agosto 2015. URL consultato il 30 maggio 2017.
3. ↑  (EN) Jonathan Chew, Star Wars Franchise Worth More Than Harry Potter and James Bond, Combined, su fortune.com, Fortune, 24 dicembre 2015. URL consultato il 30 maggio 2017.
4. ↑  (EN) Dale Pollock, Skywalking: The Life and Films of George Lucas, Harmony Books, 1983,  p. 36, ISBN 0-517-54677-9.
5. 1 2  Rinzler 2007, p. 8.
6. ↑  (EN) Geoff Boucher, Did 'Star Wars' become a toy story? Producer Gary Kurtz looks back [Updated], su latimesblogs.latimes.com, Los Angeles Times, 12 agosto 2010. URL consultato il 26 maggio 2017.
7. ↑  Kaminski, p. 45.
8. ↑  Kaminski, p. 48.
9. ↑  Kaminski, pp. 49-50.
10. ↑  Kaminski, p. 52.
11. ↑  (EN) George Lucas, George Lucas: Interviews, a cura di Sally Kline, University Press of Mississippi, 1999,  p. 78, ISBN 1-57806-125-3.
12. ↑   Davide Canavero, La lettera di rifiuto della Universal, autunno 1975, su guerrestellari.net. URL consultato il 26 maggio 2017.
13. ↑   Davide Canavero, La lettera di rifiuto della United Artists, 13 ottobre 1975, su guerrestellari.net. URL consultato il 26 maggio 2017.
14. ↑  Kaminski, pp. 64-65.
15. ↑  Kaminski, p. 66.
16. ↑  Kaminski, pp. 86-89.
17. ↑  Kaminski, pp. 107-109.
18. ↑  Kaminski, p. 110.
19. ↑  Kaminski, pp. 131-132, 139.
20. ↑  Rinzler 2007, p. 107.
21. ↑  (EN) Starkiller - The Jedi Bendu Script, su starwarz.com. URL consultato il 27 maggio 2017 (archiviato dall'url originale il 28 giugno 2006).
22. ↑  Kaminski, pp. 133-134.
23. ↑  Kaminski, p. 137.
24. ↑  (EN) Mr. Showbiz Interview: George Lucas, 31 gennaio 1997. URL consultato il 27 maggio 2017 (archiviato dall'url originale il 9 febbraio 2001).
25. ↑  (EN) Ralph McQuarrie’s Most Memorable Masterpieces, su starwars.com, 16 agosto 2016. URL consultato il 29 maggio 2017.
26. ↑  Kaminski, p. 144.
27. ↑  Kaminski, pp. 148-150.
28. ↑  Kaminski, p. 145.
29. ↑  Kaminski, p. 154.
30. ↑  Kaminski, pp. 161, 165.
31. ↑  Bouzereau, p. 144.
32. ↑  Kaminski, p. 166.
33. ↑  Bouzereau, p. 123.
34. ↑  Bouzereau, p. 125.
35. ↑  Kaminski, pp. 169, 186-187.
36. ↑  Kaminski, p. 194.
37. ↑  Kaminski, p. 183.
38. ↑  Kaminski, p. 218.
39. 1 2  Kaminski, p. 227.
40. ↑  (EN) Gerald Clarke, Show Business: I've Got to Get My life Back Again, in Time, vol. 121, n. 21, 23 maggio 1983. URL consultato il 28 maggio 2017.
41. ↑  Kaminski, p. 238.
42. ↑  Kaminski, pp. 241-242, 253.
43. ↑  Kaminski, p. 269.
44. ↑  Kaminski, pp. 278-279.
45. ↑  Kaminski, p. 291.
46. ↑  Kaminski, p. 294.
47. ↑  Kaminski, pp. 297-299.
48. ↑  Kaminski, p. 307.
49. ↑  Kaminski, p. 318.
50. ↑  Kaminski, p. 335.
51. ↑  (EN) Lucas Takes Manhattan, in Star Wars Insider, n. 45, agosto 1999,  p. 19.
52. ↑  Kaminski, pp. 367, 370.
53. ↑  Bouzereau, p. 196.
54. ↑  Kaminski, p. 358.
55. ↑  Kaminski, p. 371.
56. ↑  Rinzler 2005, pp. 13-15.
57. ↑  Rinzler 2005, p. 30.
58. ↑  Kaminski, p. 382.
59. ↑  Kaminski, pp. 395-398.
60. ↑  (EN)  Within a Minute, documentario presente nel DVD de La vendetta dei Sith, 2005.
61. ↑  Kaminski, pp. 399-400.
62. ↑  (EN) Bryan Curtis, George Lucas Is Ready to Roll the Credits, su nytimes.com, The New York Times, 17 gennaio 2012. URL consultato il 29 maggio 2017.
63. ↑   Disney compra Lucasfilm e annuncia "Nuova trilogia Star Wars dal 2015", su repubblica.it, la Repubblica, 30 ottobre 2012. URL consultato il 29 maggio 2017.
64. ↑  (EN) Borys Kit, Writer Michael Arndt Exits 'Star Wars: Episode VII', su hollywoodreporter.com, The Hollywood Reporter, 24 ottobre 2013. URL consultato il 29 maggio 2017.
65. ↑  (EN) Borys Kit, 'Star Wars: The Force Awakens' Sets World Premiere Date and City, su hollywoodreporter.com, The Hollywood Reporter, 8 ottobre 2015. URL consultato il 29 maggio 2017.
66. ↑  (EN) Lucas Shaw, 'Star Wars': Rian Johnson to Write, Direct Episode VIII — But Not IX, su thewrap.com, 20 giugno 2014. URL consultato il 29 maggio 2017.
67. ↑   Andrea Francesco Berni, Questo mese le riprese di Star Wars: Episodio VIII in Irlanda!, su badtaste.it, 10 settembre 2015. URL consultato il 29 maggio 2017.
68. ↑   Matteo Tosini, Star Wars VIII: Daisy Ridley festeggia la fine delle riprese con uno scatto dal backstage, su badtaste.it, 14 luglio 2016. URL consultato il 29 maggio 2017.
69. ↑   Star Wars: in anteprima il trailer di 'Gli ultimi Jedi', su rainews.it, Rai News, 15 aprile 2017. URL consultato il 29 maggio 2017.
70. ↑  (EN) 'Star Wars: Episode VIII' Gets New Release Date, su hollywoodreporter.com, The Hollywood Reporter, 20 gennaio 2016. URL consultato il 29 maggio 2017.
71. ↑   Mirko D'Alessio, D23 - Ufficiale, Colin Trevorrow dirigerà Star Wars: Episodio IX!, su badtaste.it, 15 agosto 2015. URL consultato il 29 maggio 2017.
72. ↑  (EN) Dave McNary, Colin Trevorrow Out as ‘Star Wars: Episode IX’ Director, su variety.com, Variety, 5 settembre 2017. URL consultato il 6 settembre 2017.
73. ↑  (EN) Anthony Breznican, J.J. Abrams will return to write and direct Star Wars: Episode IX, su Entertainment Weekly, 12 settembre 2017. URL consultato il 12 settembre 2017.
74. ↑   Maria Saccà, Star Wars: L'Ascesa di Skywalker – svelato il titolo italiano allo Star Wars Day, su cinematographe.it, 4 maggio 2019. URL consultato il 4 maggio 2019.
75. ↑   Star Wars 9, il nuovo film si chiamerà "The Rise of Skywalker": il trailer, su ilmessaggero.it, Il Messaggero, 12 aprile 2019. URL consultato il 14 aprile 2019.
76. ↑  (EN) Ryan Parker, Mia Galuppo, J.J. Abrams to Replace Colin Trevorrow as 'Star Wars: Episode IX' Writer and Director, su hollywoodreporter.com, The Hollywood Reporter, 12 settembre 2017.
77. ↑   Paolo Armelli, Star Wars, in arrivo una nuova trilogia di film, su wired.it, Wired, 14 novembre 2017. URL consultato l'11 dicembre 2017.
78. ↑  (EN) Akhil Arora, Rian Johnson’s Star Wars Trilogy Is Still ‘Happening’: Report, su gadgets360.com, 17 febbraio 2021. URL consultato il 18 aprile 2021.
79. ↑   Federica Del Re, Disney annuncia il nuovo film di Star Wars, Rogue Squadron, su twikie.it, 11 dicembre 2020. URL consultato il 18 aprile 2021.
80. ↑   Paolo Nizza, Star Wars, Taika Waititi sarà il regista del nuovo film, su tg24.sky.it, Sky TG24, 5 maggio 2020. URL consultato il 18 aprile 2021.
81. ↑   Il boss dei Marvel Studios Kevin Feige produrrà un film di Star Wars, su rollingstone.it, Rolling Stone, 26 settembre 2019. URL consultato il 18 aprile 2021.
82. ↑  (EN) Widescreen-o-Rama! All About Aspect Ratios, su thedigitalbits.com, 6 marzo 2000. URL consultato il 21 giugno 2017.
83. ↑   Star Wars: J. J. Abrams parla di spade laser e del suo futuro impegno nella serie, su comingsoon.it, 6 febbraio 2015.
84. ↑  (EN) Germain Lussier, 'Star Wars Episode VII' Is Filming In IMAX, su slashfilm.com, Slash Film, 8 luglio 2014. URL consultato il 25 luglio 2014.
85. ↑  (EN) 'Star Wars: Rogue One' Eyes 65MM Digital Shoot, 'Episode VIII' Sticking with 35MM Film, su ComingSoon.net - Movie Trailers, TV & Streaming News, and More, 12 giugno 2015. URL consultato il 26 marzo 2024.
86. ↑  (EN) The Circle Is Complete, su Panavision. URL consultato il 26 marzo 2024.
87. ↑  (EN) Gianluca Sergi, Tales of the Silent Blast: "Star Wars" and Sound, vol. 26, n. 1, Journal of Popular Film and Television, 1998.
88. ↑  (EN) Star Wars, George Lucas & A Disappearing Cello: The Story of THX Cinema Certification, su thx.com, THX, 18 febbraio 2017. URL consultato il 21 giugno 2017.
89. 1 2  (EN) Star Wars: A New Hope (John Williams), su filmtracks.com, 14 gennaio 1997. URL consultato il 31 maggio 2017.
90. ↑  Eternamente avvincente: la colonna sonora dell'Episodio III, documentario presente nel DVD de La vendetta dei Sith, 2005.
91. ↑  (EN) George Lucas Interview Circa April 1977, su originaltrilogy.com, 16 dicembre 2010. URL consultato il 15 giugno 2017.
92. 1 2 3 4  (EN)  Empire of Dreams: The Story of the Star Wars Trilogy, documentario presente nel cofanetto DVD della trilogia originale di Guerre stellari, 2004
93. ↑  Kaminski, p. 67.
94. ↑  Kaminski, pp. 46-47.
95. ↑  (EN) Tim Robey, 10 films that influenced Star Wars, su telegraph.co.uk, The Daily Telegraph, 14 dicembre 2015. URL consultato il 15 giugno 2017.
96. ↑  Kaminski, pp. 49-51.
97. ↑  (EN) George Lucas on Akira Kurosawa, su criterion.com, 19 marzo 2014. URL consultato il 16 giugno 2017.
98. ↑  Kaminski, pp. 59-61.
99. ↑  (EN) John Seabrook, Why Is the Force Still With Us?, su newyorker.com, The New Yorker, 6 gennaio 1997. URL consultato il 16 giugno 2017.
100. ↑  Kaminski, pp. 78-80.
101. ↑  Kapell e Shelton Lawrence, pp. 75-94.
102. ↑  (EN) Christopher Klein, The Real History That Inspired “Star Wars”, su history.com, History, 17 dicembre 2015. URL consultato il 16 giugno 2017.
103. ↑  (EN) Harlan Jacobson, Lucas: 'Star Wars' isn't Iraq wars, su usatoday.com, USA Today, 15 maggio 2005. URL consultato il 16 giugno 2017.
104. ↑  (EN) Lucas talks as ‘Star Wars’ trilogy returns, su today.com, 15 settembre 2004. URL consultato il 31 maggio 2017.
105. 1 2  (EN) Dave Itzkoff, Empire vs. Rebel Alliance in High-Def, su nytimes.com, The New York Times, 15 agosto 2010. URL consultato il 31 maggio 2017.
106. ↑   Daniela Zacconi, Lucas colpisce ancora, su fantascienza.com, Fantascienza.com, 15 ottobre 1995. URL consultato il 31 maggio 2017.
107. ↑  (EN) Star Wars Trilogy - The Definitive Collection, su thestarwarstrilogy.com, 19 aprile 2013. URL consultato il 31 maggio 2017.
108. ↑  Kaminski, p. 334.
109. ↑  Kaminski, p. 295.
110. ↑  (EN) Ben Child, Star Wars: Chewbacca's script shows Han shot first, su theguardian.com, The Guardian, 10 giugno 2015. URL consultato il 31 maggio 2017.
111. ↑  (EN) Andrea Peterson, Reddit asked Harrison Ford who shot first. Here's what he said., su washingtonpost.com, The Washington Post, 14 aprile 2014. URL consultato il 31 maggio 2017.
112. ↑  Kaminski, pp. 407-408.
113. ↑  (EN) Unaltered Star Wars Trilogy Coming to DVD!, su ign.com, IGN, 3 maggio 2006. URL consultato il 31 maggio 2017.
114. ↑  (EN) Lucasfilm's PR Response Regarding the 2006 DVD Box Set, su originaltrilogy.com. URL consultato il 31 maggio 2017 (archiviato dall'url originale l'11 gennaio 2013).
115. ↑  (EN) Star Wars to enter third dimension, su theguardian.com, The Guardian, 18 marzo 2005. URL consultato il 31 maggio 2017.
116. ↑  (EN) Raymond Johnston, Star Wars TV series may shoot in Prague, su czechposition.com, 10 giugno 2011. URL consultato il 31 maggio 2017 (archiviato dall'url originale il 5 gennaio 2013).
117. ↑  (EN) Josh Tyler, Star Wars: The Phantom Menace Gets A 3D Release Date, su cinemablend.com. URL consultato il 31 maggio 2017 (archiviato dall'url originale il 24 settembre 2017).
118. ↑  (EN) Scott Collura, Star Wars 3D Releases Reportedly Cancelled, su ign.com, IGN, 28 gennaio 2013. URL consultato il 31 maggio 2017.
119. ↑   Intervista a Mario Maldesi, direttore di doppiaggio e dialoghista, su asinc.it, Asinc, febbraio 2007. URL consultato il 3 giugno 2017 (archiviato dall'url originale il 2 ottobre 2017).
120. ↑   Claudia Mongini e Giovanni Mongini, Storia del cinema di fantascienza, vol. 5, Fanucci Editore, 1999,  p. 51, ISBN 88-347-0674-9.
121. ↑   Lorenzo Frati, La Guerra delle stelle: Il doppiaggio e l'adattamento italiano di Star Wars del '77, su guerrestellari.net. URL consultato il 3 giugno 2017.
122. ↑   Antonio Genna, "Star Wars - Il risveglio della Forza", su antoniogenna.net, Il mondo dei doppiatori. URL consultato il 3 giugno 2017.
123. 1 2 3 4 5  Taylor.
124. ↑  (EN) David A. Cook, Lost Illusions: American Cinema in the Shadow of Watergate and Vietnam, 1970–1979, University of California Press, 2002,  p. 311, ISBN 0-520-23265-8.
125. ↑  (EN) Star Wars Special Briefing, su boxofficemojo.com, Box Office Mojo. URL consultato il 18 giugno 2017 (archiviato dall'url originale il 4 ottobre 2013).
126. ↑  (EN) Brad Brevet, 'Star Wars: Force Awakens' Becomes Highest Grossing Domestic Release of All-Time, su boxofficemojo.com, Box Office Mojo, 7 gennaio 2016. URL consultato il 18 giugno 2017.
127. ↑  (EN) Movie Franchises - Box Office History, su the-numbers.com. URL consultato il 13 aprile 2024.
128. ↑  (EN) Top Lifetime Adjusted Grosses, su Box Office Mojo. URL consultato l'11 aprile 2024.
129. ↑  (EN) Star Wars: Episode IV - A New Hope, su Box Office Mojo. URL consultato il 27 luglio 2025.
130. ↑  (EN) Star Wars: Episode V - The Empire Strikes Back, su Box Office Mojo. URL consultato il 27 luglio 2025.
131. ↑  (EN) Star Wars: Episode VI - Return of the Jedi, su Box Office Mojo. URL consultato il 27 luglio 2025.
132. ↑  (EN) Star Wars: Episode I - The Phantom Menace, su Box Office Mojo. URL consultato il 27 luglio 2025.
133. ↑  (EN) Star Wars: Episode II - Attack of the Clones, su Box Office Mojo. URL consultato il 27 luglio 2025.
134. ↑  (EN) Star Wars: Episode III - Revenge of the Sith, su Box Office Mojo. URL consultato il 27 luglio 2025.
135. ↑  (EN) Star Wars: Episode VII - The Force Awakens, su Box Office Mojo. URL consultato il 27 luglio 2025.
136. ↑  (EN) Star Wars: Episode VIII - The Last Jedi, su Box Office Mojo. URL consultato il 27 luglio 2025.
137. ↑  (EN) Star Wars: Episode IX - The Rise of Skywalker, su Box Office Mojo. URL consultato il 27 luglio 2025.
138. ↑  Kaminski, p. 142.
139. ↑  (EN) Roger Ebert, Star Wars, su rogerebert.com, 1º gennaio 1977. URL consultato il 1º giugno 2017.
140. ↑  (EN) Bryan Young, Star Wars at 40 - Revisiting Original Star Wars Reviews from 1977, su starwars.com, 24 maggio 2017. URL consultato il 1º giugno 2017.
141. ↑  (EN) Star Wars The Year's Best Movie, su time.com, Time, 30 maggio 1977. URL consultato il 1º giugno 2017.
142. 1 2  (EN) Christian Holub, Star Wars reviews: What critics thought of the 1977 film when it was first released, su ew.com, Entertainment Weekly, 17 dicembre 2015. URL consultato il 1º giugno 2017.
143. 1 2 3  Kaminski, pp. 346-347.
144. ↑  (EN) Judith Martin, 'The Empire Strikes Back', su washingtonpost.com, The Washington Post, 23 maggio 1980. URL consultato il 2 giugno 2017.
145. ↑  (EN) Vincent Canby, 'The Empire Strikes Back' Strikes a Bland Note, su nytimes.com, The New York Times, 15 giugno 1980. URL consultato il 2 giugno 2017.
146. ↑  (EN) Roger Ebert, Return of the Jedi, su rogerebert.com, 25 maggio 1983. URL consultato il 2 giugno 2017.
147. ↑  (EN) Gerald Clarke, Great Galloping Galaxies!, su content.time.com, Time, 23 maggio 1983. URL consultato il 2 giugno 2017.
148. ↑  (EN) Vincent Canby, Lucas Returns With the 'Jedi', su nytimes.com, The New York Times, 25 maggio 1983. URL consultato il 2 giugno 2017.
149. ↑  (EN) Patrick Gibbs, Star Wars Episode VI: The Return of the Jedi review: ‘laughable dialogue’, su telegraph.co.uk, The Daily Telegraph, 3 giugno 1983. URL consultato il 2 giugno 2017.
150. ↑  Kaminski, p. 339.
151. ↑  (EN) Kenneth Turan, The Prequel Has Landed, su articles.latimes.com, Los Angeles Times, 18 maggio 1999. URL consultato il 2 giugno 2017.
152. ↑  (EN) Desson Howe, 'Star Wars': Special Affected, su washingtonpost.com, The Washington Post, 21 maggio 1999. URL consultato il 2 giugno 2017.
153. ↑  (EN) Roger Ebert, Star Wars – Episode II: Attack Of The Clones, su rogerebert.com, 10 maggio 2002. URL consultato il 2 giugno 2017.
154. ↑  (EN) A. O. Scott, Kicking Up Cosmic Dust, su nytimes.com, The New York Times, 10 maggio 2002. URL consultato il 2 giugno 2017.
155. ↑   Roberto Taddeucci, I prequel a Guerre Stellari: un'opinione, su fantascienza.com, Fantascienza.com, 20 luglio 2002. URL consultato il 2 giugno 2017.
156. ↑  (EN) James Berardinelli, Star Wars Episode II: Attack of the Clones (United States, 2002), su reelviews.net. URL consultato il 2 giugno 2017.
157. ↑  (EN) Anthony Lane, Space Case, su newyorker.com, The New Yorker, 23 maggio 2005. URL consultato il 2 giugno 2017.
158. ↑  (EN) Peter Bradshaw, Star Wars: Episode III - Revenge of the Sith, su theguardian.com, The Guardian, 13 maggio 2005. URL consultato il 2 giugno 2017.
159. ↑  (EN) A. O. Scott, Some Surprises in That Galaxy Far, Far Away, su nytimes.com, The New York Times, 16 maggio 2005. URL consultato il 2 giugno 2017.
160. ↑  (EN) Jeff Giles, All Star Wars Movies Ranked By Tomatometer, su editorial.rottentomatoes.com, Rotten Tomatoes, 14 dicembre 2016. URL consultato il 2 giugno 2017.
161. ↑  (EN) Joal Ryan, Star Wars Movies, Ranked, su metacritic.com, Metacritic, 2 dicembre 2016. URL consultato il 2 giugno 2017.
162. ↑  (EN) Senh Duong, Critical Consensus: “Star Wars” Prequels Actually Better Reviewed Than Originals, su rottentomatoes.com, Rotten Tomatoes, 19 maggio 2005. URL consultato il 2 giugno 2017 (archiviato dall'url originale il 3 aprile 2008).
163. ↑  (EN) Star Wars: Episode VII - The Force Awakens (2015), su rottentomatoes.com, Rotten Tomatoes. URL consultato il 2 giugno 2017.
164. ↑  (EN) Stephanie Zacharek, Review: The Force Awakens Is Everything You Could Hope for in a Star Wars Movie—and Less, su time.com, Time, 16 dicembre 2015. URL consultato il 2 giugno 2017.
165. ↑  (EN) Scott Mendelson, 'Star Wars: The Force Awakens' Review: The Empire Strikes Out, su forbes.com, Forbes, 16 dicembre 2015. URL consultato il 2 giugno 2017.
166. ↑   Perché il nuovo Star Wars non piace agli appassionati?, su ilpost.it, il Post, 18 dicembre 2017. URL consultato il 16 gennaio 2020.
167. ↑   Luca Liguori, Star Wars - L'ascesa di Skywalker, la recensione: le emozioni sono la vera Forza della saga, su movieplayer.it, Movieplayer.it, 18 dicembre 2019. URL consultato il 16 gennaio 2020.
168. ↑  (EN) Ricky Derisz, Fan-chise: Here Are Some Of The Oscar's Favorite Film Franchises, su moviepilot.com, 26 febbraio 2016. URL consultato il 17 giugno 2017 (archiviato dall'url originale il 28 aprile 2017).
169. ↑  (EN) Robin Parrish, Star Wars' 10 Oscar Wins, su thoughtco.com, 2 marzo 2016. URL consultato il 17 giugno 2017.
170. ↑  (EN) John Williams: Awards, su johnwilliams.org. URL consultato il 17 giugno 2017.
171. ↑  (EN) Keith Staskiewicz, 'Empire Strikes Back' joins 'Star Wars' in National Film Registry: Is there any hope for 'Jedi'?, su ew.com, Entertainment Weekly, 28 dicembre 2010. URL consultato il 17 giugno 2017.
172. ↑  (EN) Joey Nolfi, Return of the Jedi, Selena join Library of Congress for 'cultural, historic' significance, su ew.com, Entertainment Weekly, 14 dicembre 2021. URL consultato il 1º agosto 2022.
173. 1 2  (EN) The Legendary Star Wars Expanded Universe Turns a New Page, su starwars.com, 25 aprile 2014. URL consultato il 5 giugno 2017 (archiviato dall'url originale il 10 settembre 2016).
174. ↑  (EN) Kofi Outlaw, Star Wars Official New Timeline, Updated For The High Republic, su CBR, 7 gennaio 2021. URL consultato il 13 marzo 2022.
175. ↑  (EN) Alex Karas, Star Wars Unveils a New Franchise Timeline, With New Era Names, su CBR, 12 gennaio 2021. URL consultato il 13 marzo 2022.
176. ↑   Nicola Armondi, Star Wars ha dato nomi ufficiali alle varie ere: ecco come sono divisi film e serie, su Movieplayer.it, 8 gennaio 2021. URL consultato il 12 marzo 2022.
177. ↑  (EN) Alex Ben Block, When the animated spinoff ends its five-year run, Lucasfilm owner Disney is expected to move the show to its Disney XD network, su hollywoodreporter.com, The Hollywood Reporter, 2 novembre 2012. URL consultato il 6 giugno 2017.
178. ↑  (EN) Dave Itzkoff, ‘Clone Wars’ Moves to Netflix, su artsbeat.blogs.nytimes.com, The New York Times, 13 febbraio 2014. URL consultato il 6 giugno 2017.
179. ↑  (EN) Philiana Ng, Disney's 'Star Wars Rebels' Premiere Date Revealed, su hollywoodreporter.com, The Hollywood Reporter, 19 agosto 2014. URL consultato il 6 giugno 2017.
180. ↑  (EN) Graeme McMillan, 'Star Wars: Forces of Destiny' Focuses on Female Heroes of a Galaxy Far, Far Away, su hollywoodreporter.com, The Hollywood Reporter, 13 aprile 2017. URL consultato il 6 giugno 2017.
181. ↑  (EN) Star Wars Resistance, Anime-Inspired Series, Set for Fall Debut, su starwars.com, 26 aprile 2018. URL consultato il 3 dicembre 2018.
182. ↑  (EN) Animation Magazine, Disney+ Orders Animated Darth Maul Series from Lucasfilm Animation, in Animation Magazine, 18 aprile 2025. URL consultato il 2 luglio 2025.
183. 1 2   Giuseppe Benincasa, Star Wars: tutti i trailer delle serie e i nuovi annunci dall'Investor Day Disney, su nospoiler.it, 11 dicembre 2020. URL consultato il 18 aprile 2021.
184. ↑  (EN) Kate Stanhope e Natalie Jarvey, 'Star Wars' Live-Action TV Series to Launch on Disney Streaming Service, su hollywoodreporter.com, The Hollywood Reporter, 9 novembre 2017. URL consultato il 1º agosto 2018.
185. ↑   Niccolò Sandroni, The Mandalorian, la nuova serie tv di Star Wars, in Il Giornale, 17 aprile 2019. URL consultato il 19 aprile 2019.
186. ↑  (EN) The Book of Boba Fett, a New Series, Coming December 2021 on Disney+, su starwars.com, 21 dicembre 2020. URL consultato il 12 giugno 2021.
187. ↑   È stato annunciato il cast della serie Star Wars su Obi-Wan Kenobi, su wired.it, Wired, 29 marzo 2021. URL consultato il 17 aprile 2021.
188. ↑  (EN) Jame Hibberd, Rogue One prequel series gets title: Andor, su ew.com, Entertainment Weekly, 10 dicembre 2020. URL consultato il 10 dicembre 2020.
189. ↑  (EN) Disney’s Bob Iger Considering ‘Mandalorian’ Spinoff Shows, su hollywoodreporter.com, 4 febbraio 2020. URL consultato il 24 marzo 2024.
190. ↑  (EN) The Acolyte Trailer, Key Art, and Premiere Date Revealed, su starwars.com, 18 marzo 2024. URL consultato il 24 marzo 2024.
191. ↑  (EN) Five New Star Wars Shows Are Reportedly Debuting on Disney+ in 2024, su cbr.com, 26 novembre 2023. URL consultato il 24 marzo 2024.
192. ↑  (EN) Lucasfilm and Marvel join forces to publish Star Wars comics, su news.marvel.com, Marvel Comics, 3 gennaio 2014. URL consultato il 6 giugno 2017 (archiviato dall'url originale il 13 luglio 2017).
193. ↑  (EN) Alison Flood, Star Wars makes million-selling return to Marvel comics, su theguardian.com, The Guardian, 9 gennaio 2015. URL consultato il 6 giugno 2017.
194. ↑  (EN) Samit Sarkar, EA and Disney sign exclusive deal for rights to Star Wars games, su polygon.com, Polygon, 6 maggio 2013. URL consultato il 6 giugno 2017.
195. ↑   Star Wars: Battlefront II, su multiplayer.it, Multiplayer.it. URL consultato il 5 dicembre 2017.
196. ↑   Giorgio Melani, Star Wars Jedi: Fallen Order svelato con il primo trailer di presentazione, su multiplayer.it, Multiplayer.it, 13 aprile 2019. URL consultato il 14 aprile 2019.
197. ↑   Star Wars, in Play Generation, n. 64, Edizioni Master, marzo 2011,  p. 84, ISSN 1827-6105 (WC · ACNP).
198. ↑  (EN) David Lieberman, Disney To Release 'Star Wars' Spinoffs Based On Individual Characters, su deadline.com, 5 febbraio 2013. URL consultato il 6 giugno 2017 (archiviato dall'url originale il 4 settembre 2017).
199. ↑  (EN) Anthony Breznican, 'Star Wars: Rogue One' will depict raid to steal original Death Star plans, su ew.com, Entertainment Weekly, 19 aprile 2015. URL consultato il 6 giugno 2017.
200. ↑  (EN) Peter Bradshaw, Rogue One: A Star Wars Story review – a sleek addition to the fleet, su theguardian.com, The Guardian, 15 dicembre 2016. URL consultato il 6 giugno 2017.
201. ↑  (EN) Sean O'Connell, Upcoming Star Wars Movies: List Of Titles And Release Dates, su cinemablend.com. URL consultato il 6 giugno 2017.
202. ↑  (EN) Star Wars' Han Solo spinoff film loses directors Phil Lord and Christopher Miller due to 'creative differences', su telegraph.co.uk, The Daily Telegraph, 21 giugno 2017. URL consultato il 22 giugno 2017.
203. ↑  (EN) Brent Lang, Ron Howard to Take Over as Director of ‘Star Wars’ Han Solo Spinoff, su variety.com, Variety, 22 giugno 2017. URL consultato il 22 giugno 2017.
204. 1 2  (EN) Christopher Bigsby, The Cambridge Companion to Modern American Culture, Cambridge University Press, 2006,  pp. 386-388, ISBN 978-0-521-84132-0.
205. 1 2  (EN) Mark Caro, The power of the dark side, su chicagotribune.com, Chicago Tribune, 8 maggio 2005. URL consultato il 12 giugno 2017.
206. 1 2 3  (EN) Jim Emerson, On the 30th anniversary of its release, we look back at why George Lucas' space opera changed everything, su entertainment.msn.com:80, MSN,  p. 2. URL consultato il 12 giugno 2017 (archiviato dall'url originale il 3 giugno 2008).
207. 1 2 3  (EN) Richard Corliss, The 10 Ways Star Wars Changed the Movie Industry, su content.time.com, Time. URL consultato il 12 giugno 2017.
208. ↑  (EN)  The Force Is With Them: The Legacy Of Star Wars, documentario presente nel cofanetto DVD della trilogia originale di Guerre stellari, 2004
209. ↑   Emanuele Biotti, Speciale Balle Spaziali, su cinema.everyeye.it, 8 dicembre 2015. URL consultato il 13 giugno 2017.
210. ↑  (EN) Scott Thil, Robot Chicken High-Fives Palpatine in Final Star Wars Spoof, su wired.com, Wired, 17 dicembre 2010. URL consultato il 13 giugno 2017.
211. ↑  (EN) Adam-Troy Castro, What's coming in Family Guy's new Star Wars spoofs, su blastr.com, Syfy Wire, 14 dicembre 2012. URL consultato il 13 giugno 2017 (archiviato dall'url originale il 12 agosto 2013).
212. ↑   Andrea Bedeschi, Ecco il documentario R2-D2: Beneath the Dome, su badtaste.it, 12 febbraio 2013. URL consultato il 13 giugno 2017.
213. ↑   Star Rats, Guerre Stellari è parodia nel fumetto firmato Leo Ortolani, su repubblica.it, la Repubblica, 12 dicembre 2015. URL consultato il 13 giugno 2017.
214. ↑  (EN) Marc Savlov, There Is No Try... Foleyvision does the Turkish 'Star Wars', su austinchronicle.com, The Austin Chronicle, 20 febbraio 2004. URL consultato il 13 giugno 2017.
215. ↑   Roberto Taddeucci, Star Wars contro StarBallz, su fantascienza.com, Fantascienza.com, 4 febbraio 2002. URL consultato il 13 giugno 2017.
216. ↑  (EN) 5 Great Star Wars Novelty Songs Plus a Q&A with the Master, “Weird Al” Yankovic, su starwars.com, 18 maggio 2016. URL consultato il 14 giugno 2017.
217. ↑  (EN) Reagan Proposes ‘Star Wars’ Missile Defense System, su learning.blogs.nytimes.com, The New York Times, 23 marzo 2012. URL consultato il 15 giugno 2017.
218. ↑  (EN) Peter Kramer, Ronald Reagan and Star Wars, in History Today, vol. 49, n. 3, marzo 1999. URL consultato il 16 giugno 2017.
219. ↑  (EN) Star Wars: Space Saga, su pbs.org, 19 maggio 2005. URL consultato il 15 giugno 2017 (archiviato dall'url originale il 17 novembre 2007).
220. ↑  Taylor.
221. ↑  (EN) Bob Calhoun, “Hardware Wars”: The movie, the legend, the household appliances, su salon.com, Salon.com, 22 maggio 2002. URL consultato il 14 giugno 2017.
222. ↑  (EN) Troops A Star Wars Fan Film, su wn.com, 6 febbraio 2012. URL consultato il 14 giugno 2017.
223. ↑  (EN) Melissa Locker, Fans Remake Star Wars, 15 Seconds at a Time, su newsfeed.time.com, Time, 25 gennaio 2012. URL consultato il 14 giugno 2017.
224. ↑  (EN) Sarah Knapton, Court to rule in Star Wars costume battle, su theguardian.com, The Guardian, 7 aprile 2008. URL consultato il 14 giugno 2017.
225. ↑  (EN) Graeme McMillan, J.J. Abrams Launches 'Star Wars' Fan Film Awards, su hollywoodreporter.com, The Hollywood Reporter, 19 febbraio 2016. URL consultato il 14 giugno 2017.
226. ↑   Stefano Silvestri, Star Wars Celebration: i 40 anni di Guerre Stellari sono una festa, su corriere.it, Corriere della Sera, 17 aprile 2017. URL consultato il 14 giugno 2017.
227. ↑  (EN) Albin Johnson, History of the 501st Legion: In Search of the Stars of Star Wars, su starwars.com, 9 settembre 2014. URL consultato il 14 giugno 2017.
228. ↑  (EN) Alysia Gray Painter, May the Fourth Be With You, su nbclosangeles.com, 17 luglio 2009. URL consultato il 14 giugno 2017.
229. ↑  (EN) City Council: May 25th Declared Star Wars Day in Los Angeles, su la.curbed.com, 9 maggio 2007. URL consultato il 15 giugno 2017.
230. ↑  (EN) Matthew Cresswell, Jedi religion belongs in the star systems of George Lucas's mind, su theguardian.com, The Guardian, 4 maggio 2012. URL consultato il 15 giugno 2017.
231. ↑   Federica Polidoro, Lo Jedismo non è una religione: rigettata la richiesta alla Charity Commission, su repubblica.it, la Repubblica, 21 dicembre 2016. URL consultato il 15 giugno 2017.
232. ↑   Marco Consoli, Star Wars: guida definitiva alla saga di George Lucas, supplemento a Ciak n. 6 (giugno 2005), Mondadori.
233. 1 2 3  (EN) Alex Ben Block, The Real Force Behind 'Star Wars': How George Lucas Built an Empire, su hollywoodreporter.com, The Hollywood Reporter, 9 febbraio 2012. URL consultato il 19 giugno 2017.
234. ↑  (EN) Star Wars Total Franchise Revenue, su statisticbrain.com, 21 dicembre 2017. URL consultato il 1º gennaio 2018 (archiviato dall'url originale il 16 dicembre 2017).
235. ↑  (EN) Mike Fleming Jr, ‘Star Wars’ Legacy II: An Architect Of Hollywood’s Greatest Deal Recalls How George Lucas Won Sequel Rights, su deadline.com, 18 dicembre 2015. URL consultato il 19 giugno 2017.
236. ↑  (EN) Star Wars, su hasbro.com, Hasbro. URL consultato il 19 giugno 2017.
237. ↑  (EN) James Whitbrook, The Groundbreaking History Of Star Wars Toys, su io9.gizmodo.com, 22 maggio 2015. URL consultato il 19 giugno 2017.
238. ↑  (EN) Michael McNally, “The Force” Remains with The LEGO Group, su lego.com, LEGO, 13 febbraio 2012.
239. ↑  (EN) Mark Newbold, Pez Meets the Force: A History of Star Wars Pez Dispensers, su starwars.com, 12 giugno 2017. URL consultato il 19 giugno 2017.